# N.E.C. in het seizoen 2016/17
|               | Eredivisie | KNVB beker | Play-offs | Totaal |
| ------------- | ---------- | ---------- | --------- | ------ |
| Wedstrijden   | 34         | 1          | 4         | 38     |
| Gewonnen      | 9          | 0          | 2         | 11     |
| Gelijk        | 7          | 1          | 0         | 8      |
| Verloren      | 18         | 0          | 2         | 20     |
| Thuis         | 18         | 1          | 2         | 21     |
| Uit           | 18         | 0          | 2         | 20     |
| Gele kaarten  | 54         | 2          | 8         | 64     |
| 2× gele kaart | 1          | 0          | 0         | 1      |
| Rode kaarten  | 0          | 0          | 1         | 1      |
| Doelsaldo     | −27        | +0         | −1        | −28    |
| voor          | 32         | 1          | 5         | 38     |
| tegen         | 59         | 1          | 6         | 66     |
| ‘De Nul’      | 6          | 0          | 1         | 7      |

N.E.C. speelt in het seizoen 2016/17 voor het tweede jaar op rij in de Eredivisie. Daarnaast kwam de ploeg uit in de KNVB Beker. Daar werd het in de tweede ronde na penalty’s uitgeschakeld door ADO Den Haag. Ook kwam N.E.C uit in de play-offs om promotie/degradatie. Daar verloor het over twee wedstrijden van NAC Breda en degradeerde het na de Jupiler League. Peter Hyballa volgde Ernest Faber op als hoofdtrainer, die na één seizoen vertrok naar FC Groningen. Op 24 april 2017 werd Hyballa door een dramatische reeks van 12 nederlagen in 13 wedstrijden ontslagen. Ron de Groot en Patrick Pothuizen namen het als interim-trainers tot het einde van het seizoen over.

## Seizoenssamenvatting

### Voorbereiding

#### Maart
- Op 7 maart werd bekend dat hoofdtrainer Ernest Faber na zijn eerste seizoen bij N.E.C de club ging verlaten om een contract te tekenen bij FC Groningen.[1]
- Op 21 maart werd bekend dat N.E.C. de contracten van Rens van Eijden, Navarone Foor, Christian Santos, Marcel Appiah en Cihat Çelik niet zou verlengen. De gehuurde spelers Lucas Woudenberg, Todd Kane en Marcel Ritzmaier keerden terug naar hun club. Bovendien was er geen plaats meer bij de beloften voor Thijs van Hofwegen, Chima Bosman en Koen Muller.[2]

#### April
- Op 4 april werd bekend dat aanvoerder Rens van Eijden na zeven seizoenen bij N.E.C. een contract voor vier seizoenen had getekend bij AZ.[3]

#### Mei
- Op 12 mei werd bekend dat Navarone Foor de overgang maakt naar Vitesse. Hij tekende voor vier seizoenen in Arnhem.[4]
- Op 13 mei werd bekend dat Peter Hyballa de nieuwe trainer van N.E.C. wordt. Ook werd Danny Hoekman aangenomen als technisch manager.[5]
- Op 24 mei werd bekend dat het gepromoveerde Sparta Rotterdam Abdul Bai Kamara overnam van N.E.C.[6]

#### Juni
- Op 2 juni werd bekend dat N.E.C. Brad Jones niet kon behouden. De Australische doelman ging transfervrij de deur uit bij N.E.C en tekende bij Feyenoord.[7]
- Op 14 juni werd bekend dat Jefta Bresser stopte als assistent-trainer van N.E.C.[8]
- Op 15 juni nam N.E.C. Ernie Brandts aan als nieuwe assistent-trainer van Hyballa.[9]
- Op 21 juni werd bekend dat N.E.C. Robin Buwalda van ADO Den Haag overnam. Hij tekende in Nijmegen een contact voor drie seizoenen.[10]
- Op 22 juni was de eerste training van N.E.C. onder Hyballa. De jeugdspelers Maarten Paes, Niek Hoogveld, Frank Sturing, Vincent Tel, Ferdi Kadıoğlu en Milton Klooster mochten aansluiten bij de A-selectie.
- Op 25 juni werd bekend dat Serginho tijdelijk op proef kwam bij N.E.C. om een contract af te kunnen dwingen.[11] Op 1 juli werd duidelijk dat Serginho geen contract kreeg bij N.E.C.
- Op 30 juni 2016 trok N.E.C. de Duitse middenvelder Julian von Haacke aan. Hij kwam over van Werder Bremen.

#### Juli
- Na het EK met IJsland keert Hannes Halldorsson terug van zijn leenperiode bij FK Bodø/Glimt.
- Op 2 juli speelde N.E.C de traditionele eerste oefenwedstrijd tegen de amateurs van N.E.C. met 3-3 gelijk. Kadıoğlu, Roman en Buysse scoorden namens N.E.C.
- Op 6 juli speelde N.E.C. in Groesbeek een oefenwedstrijd tegen het Roemeense Steaua Boekarest. Deze wedstrijd werd met 0-1 verloren.
- Op 7 juli werd bekend dat Bart Buysse geen deel meer uitmaakte van de eerste selectie en op zoek mocht naar een nieuwe club.
- Op 8 juli kondigde N.E.C. EnergieFlex aan als nieuwe hoofdsponser.
- Op 9 juli speelde N.E.C. in Malden een oefenduel tegen amateurclub Juliana '31. NEC won met 0-5 door een hattrick van Roman en goals van Lundholm en Gandu.
- Van 11 juli tot 16 juli hield N.E.C. in Garderen een trainingskamp.
- Op 12 juli speelde N.E.C. in Garderen een oefenduel tegen Jupiler League-club Almere City FC. NEC won met 3-1 door goals van Roman, Rayhi en Owusu-Abeyie.
- Op 12 juli werd bekend dat Reagy Ofosu transfervrij voor twee seizoenen overkomt van SV Grödig.
- Op 17 juli speelde N.E.C. in Rheine een oefenwedstrijd tegen Bundesliga-club Hannover 96. Dat duel werd met 5-2 verloren, Đumić en Owusu-Abeyie scoorden.
- Op 17 juli werd bekend dat Michael Heinloth een tweejarige verbintenis zou tekenen voor N.E.C.
- Op 19 juli speelde N.E.C. in Groesbeek een oefenwedstrijd tegen Jupiler League-club Achilles '29. NEC verloor met 5-1, proefspeler Gandu scoorde.
- Op 19 juli werd bekend dat Stefan Mauk voor drie jaar getekend had.
- Op 23 juli speelde N.E.C. in Waregem een oefenwedstrijd tegen het Belgische Zulte Waregem. Die werd opnieuw met 5-1 verloren. Đumić scoorde namens NEC.
- Op 23 juli werd bekend dat Anthony Limbombe voor ongeveer twee miljoen euro zou verkassen naar Club Brugge.
- Op 25 juli werd bekend dat proefspeler Quincy Owusu-Abeyie een contract voor één seizoen had getekend bij N.E.C.
- Op 26 juli werd bekend dat Kévin Mayi een contract voor drie seizoenen heeft getekend bij N.E.C.
- Op 29 juli speelde N.E.C. in het eigen Goffertstadion een oefenwedstrijd tegen Real Sociedad. Die ging met 0-2 verloren.

#### Augustus
- Op 3 augustus werd bekend dat Joris Delle een contract voor twee seizoenen had getekend bij N.E.C.

### Competitieseizoen

#### Augustus
- Op 5 augustus opende N.E.C. in het Goffertstadion het Eredivisie-seizoen tegen PEC Zwolle. De wedstrijd eindigde in 1-1 door doelpunten van Reagy Ofosu en Queensy Menig.
- Op 11 augustus verhuurde N.E.C. Mihai Roman voor één seizoen aan Maccabi Petach Tikwa.
- Op 14 augustus speelde N.E.C. een duel tegen promovendus Go Ahead Eagles. Dat duel werd net als de eerste wedstrijd gelijk gespeeld. Door twee goals van spits Kévin Mayi. Door goals van Sander Duits en Henrik Ojamaa wist N.E.C. echter niet te winnen.
- Op 21 augustus won N.E.C. de eerste wedstrijd van het seizoen. In eigen huis werd SC Heerenveen met 2-1 verslagen, door goals van Dario Đumić en Reagy Ofosu. Daardoor werd de goal van Pelle van Amersfoort ongedaan gemaakt.
- Op 28 augustus verloor N.E.C. voor het eerst dit seizoen. In de uitwedstrijd tegen AZ werd met 2-0 verloren door goals van Dabney dos Santos en Alireza Jahanbakhsh. Julian von Haacke moest met twee keer geel vroegtijdig het veld verlaten.

#### September
- Op 10 september verloor N.E.C. met 0-4 van PSV. In het Goffertstadion scoorden Bart Ramselaar, Gastón Pereiro, Joshua Brenet en Luuk de Jong binnen de eerste 25 minuten.
- Op 18 september verloor N.E.C. met 2-0 van Sparta Rotterdam. Op Het Kasteel in Rotterdam scoorde Thomas Verhaar en Zakaria El Azzouzi de goals.
- Op 21 september verloor N.E.C. zijn vierde wedstrijd op rij. In de KNVB Beker tegen ADO Den Haag stond het na verlenging nog 1-1, door goals van Gregor Breinburg en Gervane Kastaneer. Na strafschoppen verloor N.E.C. met 3-5. Waar Wojciech Golla, Dario Đumić en Julian von Haacke hun penalty binnen schoten, miste André Fomitschow.
- Op 25 september speelde N.E.C. doelpuntloos gelijk tegen Willem II.

#### Oktober
- Op 1 oktober won N.E.C. de tweede wedstrijd van het seizoen tegen Roda JC. Kévin Mayi maakte de enige goal van de wedstrijd.
- Op 16 oktober verloor N.E.C. met 1-2 van koploper Feyenoord. Nicolai Jørgensen en Michiel Kramer maakte de vroege openingstreffer van Mohamed Rayhi in de laatste tien minuten van de wedstrijd ongedaan.
- Op 23 oktober was de Gelderse derby tussen N.E.C. en Vitesse. Navarone Foor scoorde namens Vitesse, Taiwo Awoniyi maakte vlak voor tijd gelijk. Het werd 1-1 in de Goffert.
- Op 30 oktober speelde NEC in de uitwedstrijd tegen FC Utrecht met 1-1 gelijk. In de 62e minuut zorgde Ferdi Kadıoğlu voor de gelijkmaker. Hiermee werd hij met zijn 17 jaar en 23 dagen de jongste doelpuntenmaker van N.E.C. in de Eredivisie.

#### November
- Op 5 november speelde N.E.C. voor de derde keer op rij met 1-1 gelijk. Tegen FC Groningen scoorde opnieuw Ferdi Kadıoğlu na de openingstreffer van Tom van Weert.
- Op 20 november werd N.E.C. in de Amsterdam ArenA met 5-0 volledig weggespeeld door Ajax. Kasper Dolberg scoorde een hattrick, de andere twee goals kwamen van Bertrand Traoré en Lasse Schöne. N.E.C. zakte daardoor weg naar de vijftiende plek.
- Op 26 november won N.E.C. haar derde wedstrijd van het seizoen. Thuis tegen FC Twente scoorde Jay-Roy Grot twee keer voor rust. Enes Ünal scoorde de aansluitingstreffer, maar Dario Đumić maakte al gauw de 3-1, waardoor de eigen goal van Mikael Dyrestam er niet meer toedeed.

#### December
- Op 2 december verloor N.E.C. met 2-0 van Heracles Almelo door doelpunten van Lerin Duarte en Samuel Armenteros.
- Op 10 december won N.E.C. met 3-0 van ADO Den Haag. Voor rust waren de drie goals al gemaakt, door goals van Kévin Mayi, Mohamed Rayhi en een eigen doelpunt van Tyronne Ebuehi.
- Op 18 december speelde N.E.C. zijn laatste wedstrijd van het kalenderjaar gelijk tegen Excelsior. Jay-Roy Grot en Dario Đumić waren net als tegen FC Twente de doelpuntenmakers.

#### Januari
- Op 2 januari maakte N.E.C. de komst van Jordan Larsson en Ali Messaoud bekend. Larsson tekende een contract tot de zomer van 2020 en kwam over van Helsingborgs IF, Messouad werd voor de rest van het seizoen gehuurd van FC Vaduz.
- Op 4 januari verloor N.E.C. op trainingskamp een oefenwedstrijd met Sparta Rotterdam met 1-3. Julian von Haacke maakte de Nijmeegse treffer.
- Op 4 januari nam N.E.C. definitief afscheid van Quincy Owusu-Abeyie.
- Op 7 januari verloor N.E.C. ook de tweede oefenwedstrijd tegen een directe concurrent. PEC Zwolle won met 1-2. Gregor Breinburg scoorde.
- Op 10 januari maakte N.E.C. de derde aankoop van de winter bekend. Lorenzo Burnet werd tot het einde van het seizoen gehuurd van Slovan Bratislava.
- Op 15 januari won N.E.C. de eerste wedstrijd van het kalenderjaar met 0-1 van Willem II. Jay-Roy Grot was met een doelpunt matchwinner.
- Op 22 januari won N.E.C. ook de tweede wedstrijd van het jaar. Thuis werd Roda JC Kerkrade met 2-0 verslagen, door twee benutte strafschoppen van Gregor Breinburg.
- Op 24 januari verhuurde N.E.C. Sam Lundholm voor de rest van het seizoen aan Randers FC. Verder werd bekend dat de verhuur van Joshua Smits aan VVV Venlo niet doorging, waardoor Zlatan Alomerovic ook niet werd aangetrokken als vervanger.
- Op 29 januari verloor N.E.C. met 4-0 van Feyenoord. Nicolai Jørgensen scoorde twee keer, Eljero Elia en Steven Berghuis scoorden beide één keer.

#### Februari
- Op 4 februari verloor N.E.C. verrassend thuis met 1-2 van Go Ahead Eagles. De aansluitingstreffer werd gemaakt door Jay-Roy Grot, namens Go Ahead scoorden Elvis Manu en Jarchinio Antonia.
- Op 10 februari verloor N.E.C. ook de tweede wedstrijd van de maand, van PEC Zwolle met 2-0. Nicolai Brock-Madsen en Queensy Menig zorgden voor de doelpunten.
- Op 18 februari verloor N.E.C. met 1-3 van PSV, door doelpunten van Marco van Ginkel, Bart Ramselaar en Luuk de Jong. Ali Messaoud scoorde zijn eerste treffer namens N.E.C.
- Op 25 februari verloor N.E.C. opnieuw een thuisduel van een laaggeklasseerd team. Sparta Rotterdam was met 0-1 te sterk, door een doelpunt van oud-NEC'er Paco van Moorsel. Gregor Breinburg miste bij een 0-0 stand een strafschop.

#### Maart
- Op 5 maart won N.E.C. thuis met 3-1 van Heracles Almelo. Samuel Armenteros scoorde uit een penalty, maar Julian von Haacke en Michael Heinloth zette NEC op voorsprong. Justin Hoogma scoorde tevens een eigen doelpunt.
- Op 11 maart verloor N.E.C. een uitwedstrijd van ADO Den Haag met 1-0, door een doelpunt van Mike Havenaar.
- Op 18 maart verloor N.E.C. thuis met 0-3 van FC Utrecht, door doelpunten van Zakaria Labyad, Yassin Ayoub en Sébastien Haller.

#### April
- Op 2 april verloor N.E.C. de Gelderse derby van Vitesse. Ricky van Wolfswinkel scoorde twee keer namens Vitesse, Ferdi Kadıoğlu scoorde namens N.E.C.
- Op 5 april verloor N.E.C. de uitwedstrijd tegen FC Groningen met 2-0 door goals van Mimoun Mahi en Juninho Bacuna. Het was de negende nederlaag van N.E.C. in de laatste tien wedstrijden.
- Op 8 april verloor N.E.C. de derde wedstrijd van de week. Ajax was met 1-5 te sterk in Nijmegen. Ferdi Kadıoğlu scoorde namens N.E.C., Bertrand Traoré (2x), Hakim Ziyech, David Neres en een eigen goal van Wojciech Golla zorgde voor de oorwassing van N.E.C.
- Op 15 april verloor N.E.C. de zesde wedstrijd achter elkaar. Ditmaal was FC Twente met 3-0 te sterk door twee treffers van Enes Ünal en één treffer van Fredrik Jensen.
- Op 22 april de vijfde wedstrijd van de maand. In de cruciale thuiswedstrijd tegen Excelsior werd met 0-1 verloren door een doelpunt van Mike van Duinen. Na afloop blokkeerden de supporters de hoofdingang om verhaal te halen bij de spelers en staf.
- Op 24 april werd bekend dat hoofdtrainer Peter Hyballa het seizoen bij N.E.C. niet mocht afmaken. Door de dramatische reeks nederlagen werd hij door N.E.C. aan de kant gezet.

#### Mei
- Op 7 mei werd thuis met 2-1 gewonnen van AZ. Julian von Haacke en Taiwo Awoniyi scoorden namens NEC, Alireza Jahanbakhsh namens AZ.
- Op 14 mei werd de uitwedstrijd tegen SC Heerenveen met 0-2 gewonnen dankzij goals van Arnaut Groeneveld en Taiwo Awoniyi.
- Op 18 mei werd de eerste wedstrijd voor de play-offs om promotie/degradatie tegen FC Emmen met 1-3 gewonnen. Alexander Bannink opende de score, maar goals van Gregor Breinburg, Jay-Roy Grot en Taiwo Awoniyi zorgde voor de overwinning.
- Op 21 mei werd de returnwedstrijd tegen FC Emmen met 1-0 gewonnen. Kévin Mayi scoorde de enige goal van de wedstrijd.
- Op 25 mei verloor N.E.C. de uitwedstrijd tegen NAC Breda met 1-0 door een doelpunt van Cyriel Dessers.
- Op 28 mei verloor N.E.C. de thuiswedstrijd tegen NAC Breda met 1-4, door drie goals van Cyriel Dessers en een doelpunt van Giovanni Korte. De goal van Gregor Breinburg deed nergens meer toe. Door deze nederlaag degradeerde N.E.C. naar de Jupiler League.

## Selectie 2016/2017
| Nr.                                                | Nat.                           | Naam                 | Leeftijd | Duels N.E.C. | Duels N.E.C. | Hele carrière | Hele carrière | Contract tot   | Seizoen bij NEC |         |         |         |         |
| Nr.                                                | Nat.                           | Naam                 | Leeftijd | W            |              | W             |               | Contract tot   | Seizoen bij NEC |         |         |         |         |
| Keepers                                            | Keepers                        | Keepers              | Keepers  | Keepers      | Keepers      | Keepers       | Keepers       | Keepers        | Keepers         | Keepers | Keepers | Keepers | Keepers |
| -------------------------------------------------- | ------------------------------ | -------------------- | -------- | ------------ | ------------ | ------------- | ------------- | -------------- | --------------- | ------- | ------- | ------- | ------- |
| 1                                                  | Vlag van Frankrijk             | Joris Delle          | 26 jaar  | 34           | 0            | 135           | 0             | 2018           | 1e              |         |         |         |         |
| 22                                                 | Vlag van Nederland             | Joshua Smits         | 23 jaar  | 35           | 0            | 35            | 0             | 2018           | 4e              |         |         |         |         |
| 23                                                 | Vlag van Nederland             | Marco van Duin       | 29 jaar  | 3            | 0            | 87            | 0             | 2018           | 4e              |         |         |         |         |
| 29                                                 | Vlag van Nederland             | Maarten Paes         | 18 jaar  | 0            | 0            | 0             | 0             | 2018           | 2e              |         |         |         |         |
| Verdedigers                                        |                                |                      |          |              |              |               |               |                |                 |         |         |         |         |
| 2                                                  | Vlag van Duitsland             | Michael Heinloth     | 24 jaar  | 21           | 1            | 154           | 2             | 2018           | 1e              |         |         |         |         |
| 3                                                  | Vlag van Bosnië en Herzegovina | Dario Đumić          | 24 jaar  | 50           | 5            | 142           | 6             | 2019           | 2e              |         |         |         |         |
| 4                                                  | Vlag van Polen                 | Wojciech Golla       | 25 jaar  | 62           | 0            | 157           | 0             | 2018           | 2e              |         |         |         |         |
| 6                                                  | Vlag van Zweden                | Mikael Dyrestam      | 24 jaar  | 19           | 0            | 125           | 2             | 2017           | 2e              |         |         |         |         |
| 15                                                 | Vlag van Nederland             | Robin Buwalda        | 22 jaar  | 18           | 0            | 81            | 3             | 2019           | 1e              |         |         |         |         |
| 24                                                 | Vlag van Duitsland             | André Fomitschow     | 26 jaar  | 25           | 0            | 163           | 27            | 2017           | 1e              |         |         |         |         |
| 27                                                 | Vlag van Oostenrijk            | Fabian Gmeiner       | 19 jaar  | 1            | 0            | 1             | 0             | 2018           | 1e              |         |         |         |         |
| 28                                                 | Vlag van Nederland             | Lorenzo Burnet       | 26 jaar  | 9            | 0            | 121           | 5             | 2017           | 1e              |         |         |         |         |
| 30                                                 | Vlag van Nederland             | Frank Sturing        | 19 jaar  | 3            | 0            | 3             | 0             | 2018           | 1e              |         |         |         |         |
| 31                                                 | Vlag van Nederland             | Niek Hoogveld        | 17 jaar  | 0            | 0            | 0             | 0             | 2019           | 1e              |         |         |         |         |
| 37                                                 | Vlag van Nederland             | Jeffrey Leiwakabessy | 35 jaar  | 207          | 0            | 357           | 3             | 2017           | 12e             |         |         |         |         |
| Middenvelders                                      |                                |                      |          |              |              |               |               |                |                 |         |         |         |         |
| 8                                                  | Vlag van Portugal              | Janio Bikel          | 21 jaar  | 62           | 2            | 68            | 2             | 2018           | 2e              |         |         |         |         |
| 10                                                 | Vlag van Australië             | Stefan Mauk          | 20 jaar  | 2            | 0            | 47            | 7             | 2019           | 1e              |         |         |         |         |
| 11                                                 | Vlag van Nederland             | Joey Sleegers        | 22 jaar  | 19           | 1            | 87            | 22            | 2019           | 2e              |         |         |         |         |
| 16                                                 | Vlag van Nederland             | Ferdi Kadıoğlu       | 17 jaar  | 27           | 4            | 27            | 4             | 2019           | 1e              |         |         |         |         |
| 19                                                 | Vlag van Duitsland             | Julian von Haacke    | 22 jaar  | 30           | 2            | 93            | 10            | 2019           | 1e              |         |         |         |         |
| 21                                                 | Vlag van Nederland             | Ali Messaoud         | 26 jaar  | 13           | 1            | 103           | 18            | 2017 (gehuurd) | 1e              |         |         |         |         |
| 34                                                 | Vlag van Nederland             | Gregor Breinburg     | 25 jaar  | 93           | 2            | 185           | 2             | 2018           | 3e              |         |         |         |         |
| 47                                                 | Vlag van Nederland             | Arnaut Groeneveld    | 19 jaar  | 12           | 1            | 13            | 1             | 2020           | 1e              |         |         |         |         |
| Aanvallers                                         |                                |                      |          |              |              |               |               |                |                 |         |         |         |         |
| 7                                                  | Vlag van Zweden                | Sam Lundholm         | 22 jaar  | 12           | 0            | 48            | 1             | 2018           | 2e              |         |         |         |         |
| 9                                                  | Vlag van Roemenië              | Mihai Roman          | 24 jaar  | 13           | 1            | 144           | 34            | 2018           | 2e              |         |         |         |         |
| 9                                                  | Vlag van Nigeria               | Taiwo Awoniyi        | 19 jaar  | 18           | 2            | 31            | 3             | 2017 (gehuurd) | 1e              |         |         |         |         |
| 11                                                 | Vlag van Zweden                | Jordan Larsson       | 19 jaar  | 8            | 0            | 71            | 10            | 2020           | 1e              |         |         |         |         |
| 14                                                 | Vlag van Duitsland             | Reagy Ofosu          | 25 jaar  | 16           | 2            | 164           | 30            | 2018           | 1e              |         |         |         |         |
| 17                                                 | Vlag van Nederland             | Jay-Roy Grot         | 18 jaar  | 30           | 5            | 30            | 5             | 2018           | 2e              |         |         |         |         |
| 18                                                 | Vlag van Frankrijk             | Kévin Mayi           | 24 jaar  | 26           | 4            | 107           | 16            | 2019           | 1e              |         |         |         |         |
| 20                                                 | Vlag van Nederland             | Mohamed Rayhi        | 22 jaar  | 42           | 2            | 90            | 12            | 2018           | 2e              |         |         |         |         |
| 21                                                 | Vlag van Nederland             | Quincy Owusu-Abeyie  | 30 jaar  | 12           | 0            | 168           | 15            | 2017           | 1e              |         |         |         |         |
| * Tabel voor het laatst bijgewerkt op 14 mei 2017. |                                |                      |          |              |              |               |               |                |                 |         |         |         |         |

### Legenda
| # | Reden                                          |
| - | ---------------------------------------------- |
|   | Heeft de club in het lopende seizoen verlaten. |
|   | Heeft de club op huurbasis verlaten.           |

## Transfers

### Aangetrokken
| Nat.                | Nr. | Naam                   | Van                  | Type          | Contract tot | Transfersom  | Periode |
| ------------------- | --- | ---------------------- | -------------------- | ------------- | ------------ | ------------ | ------- |
| Vlag van IJsland    | 1   | Hannes Þór Halldórsson | FK Bodø/Glimt        | Einde verhuur | 2017         | n.v.t.       | Zomer   |
| Vlag van Nederland  | 15  | Robin Buwalda          | ADO Den Haag         | Transfer      | 2019         | Transfervrij | Zomer   |
| Vlag van Duitsland  | 19  | Julian von Haacke      | Werder Bremen        | Transfer      | 2019         | n.n.b.       | Zomer   |
| Vlag van Duitsland  | 14  | Reagy Ofosu            | SV Grödig            | Transfer      | 2018         | Transfervrij | Zomer   |
| Vlag van Duitsland  | 2   | Michael Heinloth       | SC Paderborn         | Transfer      | 2018         | Transfervrij | Zomer   |
| Vlag van Australië  | 10  | Stefan Mauk            | Adelaide United      | Transfer      | 2019         | € 300.000    | Zomer   |
| Vlag van Nederland  | 21  | Quincy Owusu-Abeyie    | Clubloos             | Transfer      | 2017         | Transfervrij | Zomer   |
| Vlag van Frankrijk  | 18  | Kévin Mayi             | Gazélec Ajaccio      | Transfer      | 2019         | € 150.000    | Zomer   |
| Vlag van Frankrijk  | 1   | Joris Delle            | RC Lens              | Transfer      | 2018         | Transfervrij | Zomer   |
| Vlag van Nigeria    | 9   | Taiwo Awoniyi          | Liverpool FC         | Huur          | 2017         | nvt          | Zomer   |
| Vlag van Duitsland  | 24  | André Fomitschow       | 1. FC Kaiserslautern | Transfer      | 2017         | Transfervrij | Zomer   |
| Vlag van Oostenrijk | 27  | Fabian Gmeiner         | VfB Stuttgart        | Transfer      | 2018         | Transfervrij | Zomer   |
| Vlag van Nederland  | 16  | Ferdi Kadıoğlu         | Eigen jeugd          | nvt           | 2019         | nvt          | Zomer   |
| Vlag van Nederland  | 47  | Arnaut Groeneveld      | Jong PSV             | Transfer      | 2018         | Transfervrij | Zomer   |
| Vlag van Nederland  | 30  | Frank Sturing          | Eigen jeugd          | nvt           | 2018         | nvt          | Zomer   |
| Vlag van Zweden     | 11  | Jordan Larsson         | Helsingborgs IF      | Transfer      | 2020         | nnb          | Winter  |
| Vlag van Nederland  | 21  | Ali Messaoud           | FC Vaduz             | Huur          | 2017         | nvt          | Winter  |
| Vlag van Nederland  | 28  | Lorenzo Burnet         | Slovan Bratislava    | Huur          | 2017         | nvt          | Winter  |

### Vertrokken
| Nat.                | Nr. | Naam                   | Wedst | Goals | Naar                 | Type               | Transfersom | Periode |
| ------------------- | --- | ---------------------- | ----- | ----- | -------------------- | ------------------ | ----------- | ------- |
| Vlag van Engeland   | 16  | Todd Kane              | 34    | 1     | Chelsea              | Einde verhuur      | n.v.t.      | Zomer   |
| Vlag van Nederland  | 15  | Lucas Woudenberg       | 33    | 1     | Feyenoord            | Einde verhuur      | n.v.t.      | Zomer   |
| Vlag van Oostenrijk | 24  | Marcel Ritzmaier       | 23    | 2     | PSV                  | Einde verhuur      | n.v.t.      | Zomer   |
| Vlag van Nederland  | 3   | Rens van Eijden        | 211   | 9     | AZ                   | Einde contract     | n.v.t.      | Zomer   |
| Vlag van Duitsland  | 2   | Marcel Appiah          | 53    | 0     | VfL Osnabrück        | Einde contract     | n.v.t.      | Zomer   |
| Vlag van Nederland  | 25  | Navarone Foor          | 167   | 16    | Vitesse              | Einde contract     | n.v.t.      | Zomer   |
| Vlag van Venezuela  | 11  | Christian Santos       | 69    | 41    | Deportivo Alavés     | Einde contract     | n.v.t.      | Zomer   |
| Vlag van Nederland  | 23  | Cihat Çelik            | 23    | 0     | FC Oss               | Einde contract     | n.v.t.      | Zomer   |
| Vlag van Australië  | 30  | Brad Jones             | 17    | 0     | Feyenoord            | Einde contract     | n.v.t.      | Zomer   |
| Vlag van Nederland  | 39  | Abdul Bai Kamara       | 0     | 0     | Sparta Rotterdam     | Transfer           | n.n.b.      | Zomer   |
| Vlag van Nederland  | 18  | Thijs van Hofwegen     | 0     | 0     | Nog niet bekend      | Einde contract     | n.v.t.      | Zomer   |
| Vlag van IJsland    | 1   | Hannes Þór Halldórsson | 8     | 0     | Randers FC           | Transfer           | n.n.b.      | Zomer   |
| Vlag van België     | 10  | Anthony Limbombe       | 70    | 21    | Club Brugge          | Transfer           | € 2.000.000 | Zomer   |
| Vlag van Nederland  | 29  | Guy Smit               | 0     | 0     | FC Eindhoven         | Einde contract     | n.v.t.      | Zomer   |
| Vlag van Roemenië   | 17  | Mihai Roman            | 13    | 1     | Maccabi Petach Tikwa | Verhuurd           | n.v.t.      | Zomer   |
| Vlag van Nederland  | 9   | Joey Sleegers          | 19    | 1     | VVV-Venlo            | Verhuurd           | n.v.t.      | Zomer   |
| Vlag van België     | 5   | Bart Buysse            | 4     | 0     | SC Toekomst Menen    | Contract ontbonden | n.v.t.      | Zomer   |
| Vlag van Nederland  | 21  | Quincy Owusu-Abeyie    | 12    | 0     |                      | Contract ontbonden | n.v.t.      | Winter  |
| Vlag van Zweden     | 7   | Sam Lundholm           | 13    | 0     | Randers FC           | Verhuurd           | n.v.t.      | Winter  |
| Vlag van Nederland  | 32  | Nassim Amaarouk        | 0     | 0     | Achilles '29         | Verhuurd           | n.v.t.      | Winter  |

### Op proef
| Nat.                                         | Naam                  | Positie    | Vorige club          | Periode | Resultaat     |
| -------------------------------------------- | --------------------- | ---------- | -------------------- | ------- | ------------- |
| Vlag van Portugal                            | Serginho              | Aanvaller  | União Oliveirense    | Zomer   | Geen contract |
| Vlag van Nederland · Vlag van Congo-Kinshasa | Christian Gandu       | Aanvaller  | Magreb '90           | Zomer   | Geen contract |
| Vlag van Frankrijk                           | Antoine Gounet        | Doelman    | Magreb '90           | Zomer   | Geen contract |
| Vlag van Filipijnen                          | Iain Ramsay           | Verdediger | Tractor Sazi         | Zomer   | Geen contract |
| Vlag van Nederland · Vlag van Ghana          | Quincy Owusu-Abeyie   | Aanvaller  | Boavista             | Zomer   | Contract      |
| Vlag van Spanje                              | Xavi Quintillà        | Verdediger | FC Barcelona B       | Zomer   | Geen contract |
| Vlag van Oostenrijk                          | Fabian Gmeiner        | Verdediger | VfB Stuttgart        | Zomer   | Contract      |
| Vlag van Duitsland                           | Jonas Deumeland       | Keeper     | KAS Eupen            | Zomer   | Geen contract |
| Vlag van Spanje                              | Kevin García Martínez | Verdediger | Panetolikos          | Zomer   | Geen contract |
| Vlag van Duitsland                           | Zlatan Alomerović     | Doelman    | 1. FC Kaiserslautern | Winter  | Geen contract |

## Technische staf
| Naam                 | Functie                           |
| -------------------- | --------------------------------- |
| vacant               | Hoofdtrainer                      |
| Ernie Brandts        | Assistent-trainer                 |
| Remco ten Hoopen     | Assistent-trainer                 |
| Wilfried Brookhuis   | Assistent-trainer/ keeperstrainer |
| Ferdinand Vrijbergen | Teammanager                       |
| Sjoerd-Jan de Vries  | Clubarts                          |
| Han Tijshen          | Fysiotherapeut                    |
| Rob van Hunnik       | Fysiotherapeut                    |
| Ashwien Baidjnath    | Fysiotherapeut                    |
| Jaimy Hulsker        | Video-analist                     |
| Dave Kelders         | Materiaalman                      |

## Oefenwedstrijden
| Datum            | Tijdstip | Thuis            | Uitslag | Uit                       | Doelpuntenmakers                                                                                           | Bijzonderheden | Locatie                            | Opstelling N.E.C. |  |
| ---------------- | -------- | ---------------- | ------- | ------------------------- | --- | --- | ---------------------------------- | --- |  |
| 2 juli 2016      | 18:30    | Sportclub N.E.C. | 3-3     | N.E.C.                    | 16' Kadioglu 0-1 39' Roman 0-2 48 V. Atashi 1-2 65' B. Rossen 2-2 67' Buysse 2-3 82' J. Rossen 3-3         | NEC-debuut voor Robin Buwalda en Julian von Haacke | MSC De Eendracht, Nijmegen         | Smits (46' Van Duin); Buwalda (46' Sturing), Dyrestam (46' Golla), Đumić (46' Hoogveld), Leiwakabessy (46' Buysse); Bikel (46' Tel), Amaarouk, Kadıoğlu; Rayhi (46' Von Haacke), Roman (46' Sleegers, Lundholm (46' Limbombe).                          |  |
| 6 juli 2016      | 19:00    | N.E.C.           | 0-1     | Steaua Boekarest          | 79' Tudorie 0-1                                                                                            | Proefspeler Christian Gandu speelde mee | Sportpark Zuid, Groesbeek          | Smits; Buwalda, Đumić, Golla, Dyrestam; Von Haacke (56' Leiwakabessy), Breinburg, Bikel (46' Buysse); Rayhi (82' Klooster), Roman (82' Gandu), Lundholm (65' Kadıoğlu)                                                                                  |  |
| 9 juli 2016      | 18:30    | Juliana '31      | 0-5     | N.E.C.                    | 40' Lundholm 0-1 64' Roman 0-2 72' Roman 0-3 80' Gandu 0-4 85' Roman 0-5                                   | Proefspelers Christian Gandu en Iain Ramsay speelden mee | Sportpark de Broeklanden, Malden   | Van Duin (46' Smits); Dyrestam (46' Buwalda), Golla (75' Hoogveld), Đumić (46' Leiwakabessy), Ramsay; Bikel (81' Sturing), Von Haacke (65' Gandu), Breinburg (46' Kadıoğlu); Rayhi, Roman, Limbombe.                                                    |  |
| 12 juli 2016     | 19:00    | N.E.C.           | 3-1     | Almere City               | 12' Owusu-Abeyie 1-0 22' Roman 2-0 58' Lanser 2-1 83' Rayhi 3-1                                            | Proefspelers Christian Gandu en Quincy Owusu-Abeyie speelden mee | Sportpark De Westeneng, Garderen   | Smits (46' Van Duin); Buwalda, Golla (55' Leiwakabessy), Đumić (80' Hoogveld); Owusu-Abeyie (75' Grot), Von Haacke (75' Kadıoğlu), Breinburg (78' Sturing), Bikel (55' Dyrestam), Lundholm (55' Klooster); Roman (75' Gandu), Limbombe (55' Rayhi).     |  |
| 17 juli 2016     | 15:00    | Hannover 96      | 5-2     | N.E.C.                    | 18' Sané 1-0 20' Maier 2-0 32' Owusu-Abeyie 2-1 48' Đumić 2-2 76' Sulejmani 3-2 79' Gueye 4-2 85' Prib 5-2 | Proefspelers Quincy Owusu-Abeyie speelde mee, Reagy Ofosu maakte zijn debuut.                                                                                              | OBI Arena, Rheine, Duitsland       | Smits; Buwalda (82’ Klooster), Đumić, Golla, Dyrestam; Bikel, Sleegers, Von Haacke (78’ Leiwakabessy); Owusu-Abeyie (55' Ofosu), Roman (76’ Kadıoğlu), Rayhi (46’ Grot).                                                                                |  |
| 19 juli 2016     | 18:30    | Achilles '29     | 5-1     | N.E.C.                    | 59' Sürmeli 1-0 74' Versteegen 2-0 80' Gandu 2-1 84' Versteegen 3-1 89' Versteegen 4-1 90' Sürmeli 5-1     | Proefspelers Quincy Owusu-Abeyie, Christian Gandu en Xavi Quintillà speelden mee, Michael Heinloth en Segun Owobowale maakten hun debuut, Joey Sleegers miste een penalty, | Sportpark De Heikant, Groesbeek    | Van Duin (46' Smits); Heinloth, Hoogveld, Leiwakabessy, Quintuillà; Kadıoğlu, Grot (73' Owobowale), Sleegers (67' Gandu); Ofosu (78' Sturing), Roman (46' Klooster), Rayhi.                                                                             |  |
| 23 juli 2016     | 15:00    | Zulte Waregem    | 5-1     | N.E.C.                    | 15' Đumić 1-0 19' Leye 1-1 32' Vetokele 2-1 35' Leye 3-1 82' Leye 4-1 87' Kaya 5-1                         | Proefspelers Quincy Owusu-Abeyie speelde mee, Stefan Mauk maakte zijn debuut.                                                                                              | Regenboogstadion, Waregem          | Van Duin; Heinloth (82' Buwalda), Đumić, Golla, Dyrestam (82' Leiwakabessy); Breinburg, Von Haacke (46' Sleegers), Bikel; Mauk (76' Lundholm), Roman (46' Owusu-Abeyie), Ofosu.                                                                         |  |
| 29 juli 2016     | 19:00    | N.E.C.           | 0-2     | Real Sociedad             | 30' Babic 0-1 57' Juanmi 0-2                                                                               | Proefspeler Fabian Gmeiner deed mee. | Goffertstadion, Nijmegen           | Smits (46' Van Duin); Heinloth, Đumić, Golla, Buwalda (68' Gmeiner); Breinburg, Mauk (81' Kadıoğlu), Bikel (80' Von Haacke; Lundholm (68' Rayhi), Ofosu (60' Sleegers), Owusu-Abeyie (85' Grot).                                                        |  |
| 1 september 2016 | 18:30    | 1. FC Kleve      | 0-5     | N.E.C.                    | 20' Awoniyi 0-1 36' Mayi 0-2 38' Awoniyi 0-3 55' Mauk 0-4 65' Groeneveld 0-5                               | André Fomitschow en Taiwo Awoniyi maakten hun debuut. | Volksbank-Arena, Kleef             | Delle, Buwalda (76' Hoogveld), Fomitschow, Gmeiner, Leiwakabessy (63' Kramer), Von Haacke (79' Owobowale), Mauk, Lundholm, Awoniyi, Mayi (63' Grot), Rayhi (46' Groeneveld)                                                                             |  |
| 6 oktober 2016   |          | AFC Ajax         | 2-1     | N.E.C.                    | 24' Mazraoui 1-0 45' El Idrissi 2-0 48' Grot 2-1                                                           | Rayhi en Mayi missen penalty | Sportpark De Toekomst, Amsterdam   | Delle (46′ Smits), Heinloth (63′ Gmeiner), Buwalda (63′ Sturing), Golla (63′ Đumić), Fomitschow (63′ Leiwakabessy), Bikel (63′ Dyrestam), Mauk, Grot (63′ Breinburg), Rayhi (63′ Ofosu), Awoniyi (63′ Mayi), Owusu-Abeyie (63′ Groeneveld)              |  |
| 9 november 2016  | 19:00    | N.E.C.           | 2-0     | SV Hönnepel-Niedermörmter | 7' Owusu-Abeyie 1-0 79' Fomitschow 2-0                                                                     | | Sportpark Zuid, Groesbeek          | Delle (46' Smits); Heinloth, Dyrestam (46' Hoogveld), Buwalda (63' Aktas), Gmeiner (46' Leiwakabessy); Owusu-Abeyie (63' Fomitschow), Breinburg (46' Den Heijer), Mauk (63' Oratmangoen); Ofosu (63' Awoniyi), Grot (63' Mayi), Groeneveld (63' Rayhi). |  |
| 4 januari 2017   | 15:45    | Sparta Rotterdam | 3-1     | N.E.C.                    | 29' Goodwin 1-0 43' Spierings 2-0 54' Von Haacke 2-1 89' Brogno 3-1                                        | | Complejo Arroyo Enmedio, Estepona  | Delle (46' Van Duin); Heinloth (46' Đumić), Golla (46' Leiwakabessy), Dyrestam, Fomitschow (46' Gmeiner; Bikel (46' Kadıoğlu), Awoniyi (46' Mauk), Breinburg (46' Von Haacke), Larsson (46' Rayhi), Grot (46' Mayi), Groeneveld (46' Ofosu).            |  |
| 7 januari 2017   | 15:00    | N.E.C.           | 1-2     | PEC Zwolle                | 36' Saymak 0-1 47' Breinburg 1-1 73' Menig 1-2                                                             | | Marbella Football Center, Marbella | Delle ('46 Alomerovic); Dyrestam ('73 Heinloth), Đumić ('78 Buwalda), Golla, Fomitschow ('73 Leiwakabessy); Breinburg, Bikel, Kadıoğlu ('70 Groeneveld); Rayhi, Mayi ('55 Awoniyi), Grot.                                                               |  |
| 5 februari 2017  | 11:00    | N.E.C.           | 3-1     | SG Wattenscheid 09        | 54' eigen doelpunt 1-0 75' Awoniyi 2-0 77' Glowacz (pen.) 2-1 89' Awoniyi 3-1                              | | MSC De Eendracht, Nijmegen         | Van Duin, Heinloth, Buwalda, Gmeiner, Burnet; Von Haacke, Messaoud, Bikel; Groeneveld, Awoniyi, Mauk |  |
| 23 maart 2017    | 14:00    | De Graafschap    | 1-1     | N.E.C.                    | 14' Van Mieghem (pen.) 1-0 85' Awoniyi 1-1                                                                 | | Stadion De Vijverberg, Doetinchem  | Delle (46. Smits); Heinloth (46. Ofosu), Aktas (60. Gmeiner), Kramer (60. Golla), Sturing, Fomitschow (60. Burnet); Bikel (70. Rayhi), Messaoud (46. Breinburg), Von Haacke (60. Oratmangoen); Grot (46. Groeneveld), Mayi (60. Awoniyi)                |  |

## Eredivisie 2016/17

### Wedstrijdverslagen

#### Speelronde 1 t/m 8 (augustus, september)
|                                                                                       | |               |                                                                                           | |
| Speelronde 1 5 augustus 2016, 20:00 uur                                               | N.E.C. | 1 – 1 (0 – 1) | PEC Zwolle                                                                                | : Gregor Breinburg |
| Goffertstadion, Nijmegen Toeschouwers: 10.900 Scheidsrechter: Serdar Gözübüyük        | Robin Buwalda 43' Reagy Ofosu 63' Dario Đumić 65'                                                             |               | 32' Queensy Menig                                                                         | Basisopstelling NEC: Joris Delle; Michael Heinloth, Dario Đumić, Wojciech Golla, Robin Buwalda 46' ( Mikael Dyrestam); Janio Bikel, Stefan Mauk 46' ( Julian von Haacke), Gregor Breinburg; Reagy Ofosu, Kévin Mayi, Quincy Owusu-Abeyie 80' ( Mohamed Rayhi). Reservebank: Joshua Smits, Marco van Duin, Niek Hoogveld, Jeffrey Leiwakabessy, Joey Sleegers, Ferdi Kadıoğlu, Sam Lundholm, Jay-Roy Grot. |
| Bijzonderheden:                                                                       | |               |                                                                                           | |
|                                                                                       | |               |                                                                                           | |
| Speelronde 2 14 augustus 2016, 14:30 uur                                              | Go Ahead Eagles                                                                                               | 2 – 2 (0 – 1) | N.E.C.                                                                                    | : Gregor Breinburg |
| De Adelaarshorst, Deventer Toeschouwers: 9.123 Scheidsrechter: Martin van den Kerkhof | Sander Fischer 32' Randy Wolters 45' Sander Duits 49' Robin van der Meer 53' Henrik Ojamaa 58' Tom Daemen 91' |               | '16 Janio Bikel '34 Kévin Mayi '66 Kévin Mayi                                             | Basisopstelling NEC: Joris Delle; Michael Heinloth, Dario Đumić, Wojciech Golla, Mikael Dyrestam; Janio Bikel, Julian von Haacke, Gregor Breinburg; Reagy Ofosu 72' ( Sam Lundholm), Kévin Mayi 90' ( Mohamed Rayhi), Quincy Owusu-Abeyie 63' ( Joey Sleegers). Reservebank: Joshua Smits, Marco van Duin, Robin Buwalda, Jeffrey Leiwakabessy, Stefan Mauk, Ferdi Kadıoğlu, Jay-Roy Grot.                |
| Bijzonderheden:                                                                       | |               |                                                                                           | |
|                                                                                       | |               |                                                                                           | |
| Speelronde 3 20 augustus 2016, 20:45 uur                                              | N.E.C. | 2 – 1 (1 – 1) | SC Heerenveen                                                                             | : Gregor Breinburg |
| Goffertstadion, Nijmegen Toeschouwers: 9.500 Scheidsrechter: Edwin van de Graaf       | Dario Đumić 32' Reagy Ofosu 58'                                                                               |               | 36' Pelle van Amersfoort 72' Lucas Bijker                                                 | Basisopstelling NEC: Joris Delle; Michael Heinloth, Dario Đumić, Wojciech Golla, Mikael Dyrestam; Gregor Breinburg, Julian von Haacke 84' ( Mohamed Rayhi), Janio Bikel; Reagy Ofosu, Kévin Mayi, Quincy Owusu-Abeyie 80' ( Robin Buwalda). Reservebank: Joshua Smits, Jeffrey Leiwakabessy, Sam Lundholm, Stefan Mauk, Ferdi Kadıoğlu.                                                                   |
| Bijzonderheden:                                                                       | |               |                                                                                           | |
|                                                                                       | |               |                                                                                           | |
| Speelronde 4 28 augustus 2016, 16:45 uur                                              | AZ | 2 – 0 (1 – 0) | N.E.C.                                                                                    | : Gregor Breinburg |
| AFAS Stadion, Alkmaar Toeschouwers: 13.412 Scheidsrechter: Kevin Blom                 | Dabney dos Santos 43' Dabney dos Santos 52' Alireza Jahanbakhsh 73'                                           |               | '33 Julian von Haacke '53 Julian von Haacke '54 Kévin Mayi                                | Basisopstelling NEC: Joris Delle; Michael Heinloth, Dario Đumić, Wojciech Golla, Robin Buwalda; Gregor Breinburg, Julian von Haacke, Janio Bikel; Reagy Ofosu 88' ( Ferdi Kadıoğlu), Kévin Mayi, Quincy Owusu-Abeyie 63' ( Sam Lundholm). Reservebank: Joshua Smits, Marco van Duin, Arnaut Groeneveld, Jeffrey Leiwakabessy, Stefan Mauk, Mohamed Rayhi, Jay-Roy Grot.                                   |
| Bijzonderheden:                                                                       | |               |                                                                                           | |
|                                                                                       | |               |                                                                                           | |
| Speelronde 5 10 september 2016, 19:45 uur                                             | N.E.C. | 0 – 4 (0 – 4) | PSV                                                                                       | : Gregor Breinburg |
| Goffertstadion, Nijmegen Toeschouwers: 11.600 Scheidsrechter: Dennis Higler           | Dario Đumić 16' André Fomitschow 36'                                                                          |               | '4 Bart Ramselaar '10 Gaston Pereiro '20 Joshua Brenet 24' Luuk de Jong                   | Basisopstelling NEC: Joris Delle; Robin Buwalda, Dario Đumić, Wojciech Golla, André Fomitschow 88' ( Fabian Gmeiner); Janio Bikel, Gregor Breinburg; Reagy Ofosu 85' ( Arnaut Groeneveld), Taiwo Awoniyi 72' ( Michael Heinloth), Quincy Owusu-Abeyie; Kévin Mayi. Reservebank: Joshua Smits, Marco van Duin, Mikael Dyrestam, Jeffrey Leiwakabessy, Stefan Mauk, Sam Lundholm, Jay-Roy Grot.             |
| Bijzonderheden:                                                                       | |               |                                                                                           | |
|                                                                                       | |               |                                                                                           | |
| Speelronde 6 18 september 2016, 12:30 uur                                             | Sparta Rotterdam                                                                                              | 2 – 0 (1 – 0) | N.E.C.                                                                                    | : Gregor Breinburg |
| Het Kasteel, Rotterdam Toeschouwers: 10.032 Scheidsrechter: Ed Janssen                | Thomas Verhaar 17' Ryan Sanusi 22' Mart Dijkstra 76' Florian Pinteaux 77' Zakaria El Azzouzi 81'              |               | '52 Janio Bikel '62 Kévin Mayi '68 Quincy Owusu-Abeyie '77 Dario Đumić '82 Wojciech Golla | Basisopstelling NEC: Joris Delle; Robin Buwalda, Dario Đumić, Wojciech Golla, Michael Heinloth 46' ( André Fomitschow); Janio Bikel, Julian von Haacke 72' ( Sam Lundholm), Gregor Breinburg; Kévin Mayi, Taiwo Awoniyi 46' ( Reagy Ofosu), Quincy Owusu-Abeyie. Reservebank: Joshua Smits, Marco van Duin, Mikael Dyrestam, Stefan Mauk, Arnaut Groeneveld, Sam Lundholm, Jay-Roy Grot.                  |
| Bijzonderheden:                                                                       | |               |                                                                                           | |
|                                                                                       | |               |                                                                                           | |
| Speelronde 7 25 september 2016, 12:30 uur                                             | N.E.C. | 0 – 0 (0 – 0) | Willem II                                                                                 | : Gregor Breinburg |
| Goffertstadion, Nijmegen Toeschouwers: 10.800 Scheidsrechter: Serdar Gözübüyük        | André Fomitschow 31'                                                                                          |               | '37 Pelé van Anholt '49 Funso Ojo '61 Jordy Croux                                         | Basisopstelling NEC: Joris Delle; Mikael Dyrestam, Dario Đumić, Wojciech Golla, André Fomitschow; Janio Bikel, Julian von Haacke 65' ( Ferdi Kadıoğlu), Gregor Breinburg; Kévin Mayi, Taiwo Awoniyi 90' ( Jay-Roy Grot), Reagy Ofosu 87' ( Sam Lundholm). Reservebank: Joshua Smits, Robin Buwalda, Michael Heinloth, Fabian Gmeiner, Stefan Mauk, Quincy Owusu-Abeyie.                                   |
| Bijzonderheden:                                                                       | |               |                                                                                           | |
|                                                                                       | |               |                                                                                           | |
| Speelronde 8 1 oktober 2016, 19:45 uur                                                | Roda JC Kerkrade                                                                                              | 0 – 1 (0 – 0) | N.E.C.                                                                                    | : Gregor Breinburg |
| Parkstad Limburg Stadion, Kerkrade Toeschouwers: 11.915 Scheidsrechter: Kevin Blom    | Tom van Hyfte 71' Adil Auassar 92'                                                                            |               | '32 Kévin Mayi '62 Janio Bikel '77 Kévin Mayi                                             | Basisopstelling NEC: Joris Delle; Mikael Dyrestam, Dario Đumić, Wojciech Golla, André Fomitschow; Janio Bikel 67' ( Ferdi Kadıoğlu), Julian von Haacke 86' ( Mohamed Rayhi), Gregor Breinburg; Kévin Mayi, Taiwo Awoniyi 59' ( Quincy Owusu-Abeyie), Reagy Ofosu. Reservebank: Joshua Smits, Marco van Duin, Michael Heinloth, Robin Buwalda, Stefan Mauk, Sam Lundholm, Jay-Roy Grot.                    |
| Bijzonderheden:                                                                       | |               |                                                                                           | |
|                                                                                       | |               |                                                                                           | |

#### Speelronde 9 t/m 17 (oktober, november, december)
| |                                                                                               |                |                                                                                      | |
| |                                                                                               |                |                                                                                      | |
| Speelronde 9 16 oktober 2016, 14:30 uur | N.E.C.                                                                                        | 1 – 2 (1 – 0)  | Feyenoord                                                                            | : Gregor Breinburg |
| Goffertstadion, Nijmegen Toeschouwers: 11.600 Scheidsrechter: Danny Makkelie                                                                    | Mohamed Rayhi 8' Mohamed Rayhi 39'                                                            |                | '61 Karim El Ahmadi '79 Nicolai Jørgensen '90 Michiel Kramer                         | Basisopstelling NEC: Joris Delle; Mikael Dyrestam, Dario Đumić, Wojciech Golla, André Fomitschow; Janio Bikel 81' ( Robin Buwalda), Julian von Haacke, Gregor Breinburg; Mohamed Rayhi 84' ( Quincy Owusu-Abeyie), Kévin Mayi, Reagy Ofosu 73' ( Taiwo Awoniyi). Reservebank: Joshua Smits, Michael Heinloth, Stefan Mauk, Ferdi Kadıoğlu, Jay-Roy Grot.                                                     |
| Bijzonderheden: |                                                                                               |                |                                                                                      | |
| |                                                                                               |                |                                                                                      | |
| Speelronde 10 23 oktober 2016, 12:30 uur | N.E.C.                                                                                        | 1 – 1 (0 – 1)  | Vitesse                                                                              | : Gregor Breinburg |
| Goffertstadion, Nijmegen Toeschouwers: 12.100 Scheidsrechter: Pol van Boekel                                                                    | Janio Bikel 22' Wojciech Golla 42' Dario Đumić 64' Dario Đumić 88'                            |                | '38 Navarone Foor '43 Ricky van Wolfswinkel '63 Goeram Kasjia '90 Adnane Tighadouini | Basisopstelling NEC: Joris Delle; Mikael Dyrestam, Dario Đumić, Wojciech Golla, André Fomitschow; Janio Bikel 46' ( Taiwo Awoniyi), Julian von Haacke 79' ( Quincy Owusu-Abeyie), Gregor Breinburg; Jay-Roy Grot 46' ( Reagy Ofosu), Kévin Mayi, Mohamed Rayhi. Reservebank: Joshua Smits, Michael Heinloth, Robin Buwalda, Fabian Gmeiner, Stefan Mauk, Ferdi Kadıoğlu.                                     |
| Bijzonderheden: |                                                                                               |                |                                                                                      | |
| |                                                                                               |                |                                                                                      | |
| Speelronde 11 30 oktober 2016, 14:30 uur | FC Utrecht                                                                                    | 1 – 1 (1 – 0)  | N.E.C.                                                                               | : Gregor Breinburg |
| De Galgenwaard, Utrecht Toeschouwers: 16.911 Scheidsrechter: Edwin van de Graaf                                                                 | Joris Delle 35' Kevin Conboy 88' Richairo Živković 91'                                        |                | '20 Michael Heinloth '45 Reagy Ofosu '62 Ferdi Kadıoğlu '86 André Fomitschow         | Basisopstelling NEC: Joris Delle; Michael Heinloth, Dario Đumić, Wojciech Golla, André Fomitschow; Janio Bikel, Julian von Haacke, Gregor Breinburg; Kevin Mayi 88' ( Jay-Roy Grot), Taiwo Awoniyi 90' ( Quincy Owusu-Abeyie), Reagy Ofosu 46' ( Ferdi Kadıoğlu). Reservebank: Marco van Duin, Maarten Paes, Robin Buwalda, Fabian Gmeiner, Arnaut Groeneveld, Stefan Mauk.                                  |
| Bijzonderheden: Ferdi Kadıoğlu werd door zijn doelpunt de jongste doelpuntenmaker voor NEC ooit (17 jaar en 23 dagen).                          |                                                                                               |                |                                                                                      | |
| |                                                                                               |                |                                                                                      | |
| Speelronde 12 5 november 2016, 19:45 uur | N.E.C.                                                                                        | 1 – 1 (0 – 0)  | FC Groningen                                                                         | : Gregor Breinburg |
| Goffertstadion, Nijmegen Toeschouwers: 10.750 Scheidsrechter: Ed Janssen                                                                        | Taiwo Awoniyi 59' Ferdi Kadıoğlu 83'                                                          |                | '78 Tom van Weert                                                                    | Basisopstelling NEC: Joris Delle; Mikael Dyrestam 81' ( Quincy Owusu-Abeyie), Dario Đumić, Wojciech Golla, André Fomitschow 46' ( Robin Buwalda); Janio Bikel 46' ( Ferdi Kadıoğlu), Julian von Haacke, Gregor Breinburg; Kevin Mayi, Taiwo Awoniyi, Mohamed Rayhi. Reservebank: Joshua Smits, Michael Heinloth, Fabian Gmeiner, Arnaut Groeneveld, Reagy Ofosu, Jay-Roy Grot.                               |
| Bijzonderheden: Een doelpunt van Đumić in de 77'ste minuut werd afgekeurd door de grensrechter.                                                 |                                                                                               |                |                                                                                      | |
| |                                                                                               |                |                                                                                      | |
| Speelronde 13 20 november 2016, 20:45 uur | Ajax                                                                                          | 5 – 0 (3 – 0)  | N.E.C.                                                                               | : Gregor Breinburg |
| Amsterdam ArenA, Amsterdam Toeschouwers: 49.521 Scheidsrechter: Bas Nijhuis                                                                     | Kasper Dolberg 19' Kasper Dolberg 24' Kasper Dolberg 37' Bertrand Traoré 55' Lasse Schöne 57' |                | '37 Julian von Haacke '40 Wojciech Golla '52 Mikael Dyrestam                         | Basisopstelling NEC: Joris Delle; Mikael Dyrestam, Dario Đumić, Wojciech Golla, André Fomitschow; Janio Bikel 87' ( Michael Heinloth), Julian von Haacke 46' ( Reagy Ofosu), Gregor Breinburg; Ferdi Kadıoğlu 63' ( Robin Buwalda), Kévin Mayi, Mohamed Rayhi. Reservebank: Joshua Smits, Marco van Duin, Arnaut Groeneveld, Taiwo Awoniyi, Jay-Roy Grot, Quincy Owusu-Abeyie.                               |
| Bijzonderheden: |                                                                                               |                |                                                                                      | |
| |                                                                                               |                |                                                                                      | |
| Speelronde 14 26 november 2016, 20:45 uur | N.E.C.                                                                                        | 3 – 2 (2 – 0)  | FC Twente                                                                            | : Gregor Breinburg |
| Goffertstadion, Nijmegen Toeschouwers: 11.092 Scheidsrechter: Dennis Higler                                                                     | Jay-Roy Grot 15' Jay-Roy Grot 27' Jay-Roy Grot 36' Dario Đumić 59'                            |                | '51 Enes Ünal '79 Mikael Dyrestam                                                    | Basisopstelling NEC: Joris Delle; Mikael Dyrestam, Dario Đumić, Wojciech Golla, André Fomitschow; Janio Bikel, Julian von Haacke 66' ( Robin Buwalda), Gregor Breinburg; Jay-Roy Grot 66' ( Ferdi Kadıoğlu), Kévin Mayi 84' ( Quincy Owusu-Abeyie), Mohamed Rayhi. Reservebank: Joshua Smits, Michael Heinloth, Fabian Gmeiner, Stefan Mauk, Reagy Ofosu, Taiwo Awoniyi.                                     |
| Bijzonderheden: In deze wedstrijd werd Jay-Roy Grot de jongste NEC'er ooit om twee keer te scoren in een Eredivisieduel (18 jaar en 258 dagen). |                                                                                               |                |                                                                                      | |
| |                                                                                               |                |                                                                                      | |
| Speelronde 15 2 december 2016, 20:00 uur | Heracles Almelo                                                                               | 2 – 0 (1 – 0)  | N.E.C.                                                                               | : Gregor Breinburg |
| Polmanstadion, Almelo Toeschouwers: 10.783 Scheidsrechter: Jeroen Manschot                                                                      | Lerin Duarte 37' Thomas Bruns 49' Samuel Armenteros 83'                                       |                |                                                                                      | Basisopstelling NEC: Joris Delle; Mikael Dyrestam, Dario Đumić, Wojciech Golla, André Fomitschow; Janio Bikel 80' ( Taiwo Awoniyi), Julian von Haacke, Gregor Breinburg; Jay-Roy Grot 70' ( Arnaut Groeneveld), Kévin Mayi 56' ( Ferdi Kadıoğlu), Mohamed Rayhi. Reservebank: Joshua Smits, Marco van Duin, Michael Heinloth, Robin Buwalda, Fabian Gmeiner, Stefan Mauk.                                    |
| Bijzonderheden: |                                                                                               |                |                                                                                      | |
| |                                                                                               |                |                                                                                      | |
| Speelronde 16 10 december 2016, 18:30 uur | N.E.C.                                                                                        | 3 – 0 (3 – 0 ) | ADO Den Haag                                                                         | : Gregor Breinburg |
| Goffertstadion, Nijmegen Toeschouwers: 11.200 Scheidsrechter: Jochem Kamphuis                                                                   | Kévin Mayi 10' Tyronne Ebuehi 12' Mohamed Rayhi 44'                                           |                | '12 Aschraf El Mahdioui                                                              | Basisopstelling NEC: Joris Delle; Robin Buwalda, Dario Đumić, Wojciech Golla 34' ( Michael Heinloth), André Fomitschow; Janio Bikel 90' ( Jeffrey Leiwakabessy), Julian von Haacke, Gregor Breinburg; Ferdi Kadıoğlu 68' ( Arnaut Groeneveld), Kévin Mayi, Mohamed Rayhi. Reservebank: Joshua Smits, Marco van Duin, Fabian Gmeiner, Stefan Mauk, Reagy Ofosu, Jay-Roy Grot, Taiwo Awoniyi.                  |
| Bijzonderheden: |                                                                                               |                |                                                                                      | |
| |                                                                                               |                |                                                                                      | |
| Speelronde 17 18 december 2016, 12:30 uur | Excelsior                                                                                     | 2 – 2 (1 – 1)  | N.E.C.                                                                               | : Gregor Breinburg |
| Stadion Woudestein, Rotterdam Toeschouwers: 3.875 Scheidsrechter: Christiaan Bax                                                                | Stanley Elbers 11' Khalid Karami 49' Henrico Drost 55'                                        |                | '41 Jay-Roy Grot '77 Dario Đumić '78 Reagy Ofosu '90 Gregor Breinburg                | Basisopstelling NEC: Joris Delle; Robin Buwalda 60' ( Mikael Dyrestam), Dario Đumić, Wojciech Golla, André Fomitschow 77' ( Reagy Ofosu); Janio Bikel, Julian von Haacke 65' ( Taiwo Awoniyi), Gregor Breinburg; Ferdi Kadıoğlu, Jay-Roy Grot, Mohamed Rayhi. Reservebank: Joshua Smits, Marco van Duin, Michael Heinloth, Fabian Gmeiner, Jeffrey Leiwakabessy, Stefan Mauk, Arnaut Groeneveld, Kévin Mayi. |
| Bijzonderheden: |                                                                                               |                |                                                                                      | |
| |                                                                                               |                |                                                                                      | |

#### Speelronde 18 t/m 25 (januari, februari)
|                                                                                      | |               | | |
| Speelronde 18 15 januari 2017, 16:45 uur                                             | Willem II | 0 – 1 (0 – 0) | N.E.C. | : Gregor Breinburg |
| Koning Willem II-stadion, Tilburg Toeschouwers: 12.400 Scheidsrechter: Siemen Mulder | |               | '59 Julian von Haacke '76 Jay-Roy Grot '79 André Fomitschow                                                 | Basisopstelling NEC: Joris Delle; Mikael Dyrestam, Dario Đumić, Wojciech Golla, André Fomitschow; Janio Bikel 59' ( Ferdi Kadıoğlu), Julian von Haacke, Gregor Breinburg; Jay-Roy Grot, Kévin Mayi 59' ( Jordan Larsson), Mohamed Rayhi 90' ( Robin Buwalda). Reservebank: Joshua Smits, Marco van Duin, Michael Heinloth, Lorenzo Burnet, Stefan Mauk, Reagy Ofosu, Taiwo Awoniyi.             |
| Bijzonderheden:                                                                      | |               | | |
|                                                                                      | |               | | |
| Speelronde 19 22 januari 2017, 14:30 uur                                             | N.E.C. | 2 – 0 (1 – 0) | Roda JC Kerkrade                                                                                            | : Gregor Breinburg |
| Goffertstadion, Nijmegen Toeschouwers: 11.533 Scheidsrechter: Edwin van de Graaf     | Gregor Breinburg (pen) 7' Mohamed Rayhi 29' Gregor Breinburg (pen) 56' Gregor Breinburg 56'                        |               | '43 Daryl Werker '55 Frederic Ananou '89 Dani Schahin                                                       | Basisopstelling NEC: Joris Delle; Mikael Dyrestam, Dario Đumić, Wojciech Golla, André Fomitschow; Gregor Breinburg, Ferdi Kadıoğlu 87' ( Ali Messaoud), Julian von Haacke; Jordan Larsson 75' ( Janio Bikel), Jay-Roy Grot 77' ( Kévin Mayi), Mohamed Rayhi. Reservebank: Joshua Smits, Marco van Duin, Michael Heinloth, Robin Buwalda, Lorenzo Burnet, Reagy Ofosu, Taiwo Awoniyi.            |
| Bijzonderheden:                                                                      | |               | | |
|                                                                                      | |               | | |
| Speelronde 20 29 januari 2017, 16:45 uur                                             | Feyenoord | 4 – 0 (2 – 0) | N.E.C. | : Gregor Breinburg |
| De Kuip, Rotterdam Toeschouwers: 47.500 Scheidsrechter: Pol van Boekel               | Steven Berghuis 30' Tonny Vilhena 40' Eljero Elia 45' Miquel Nelom 60' Nicolai Jørgensen 88' Nicolai Jørgensen 91' |               | '89 Mikael Dyrestam                                                                                         | Basisopstelling NEC: Joris Delle; Mikael Dyrestam, Dario Đumić, Wojciech Golla, André Fomitschow 80' ( Taiwo Awoniyi); Gregor Breinburg, Ferdi Kadıoğlu 65' ( Ali Messaoud), Janio Bikel; Jordan Larsson 75' ( Kévin Mayi), Jay-Roy Grot, Mohamed Rayhi. Reservebank: Joshua Smits, Marco van Duin, Michael Heinloth, Robin Buwalda, Julian von Haacke, Reagy Ofosu.                            |
| Bijzonderheden:                                                                      | |               | | |
|                                                                                      | |               | | |
| Speelronde 21 4 februari 2017, 18:30 uur                                             | N.E.C. | 1 – 2 (0 – 2) | Go Ahead Eagles                                                                                             | : Gregor Breinburg |
| Goffertstadion, Nijmegen Toeschouwers: 11.600 Scheidsrechter: Björn Kuipers          | Kévin Mayi 42' Jay-Roy Grot 93'                                                                                    |               | '12 Elvis Manu '15 Jarchinio Antonia '24 Elvis Manu '25 Jarchinio Antonia 64' Elvis Manu '77 Theo Zwarthoed | Basisopstelling NEC: Joris Delle; Mikael Dyrestam, Dario Đumić, Wojciech Golla, André Fomitschow; Gregor Breinburg, Ferdi Kadıoğlu 73' ( Arnaut Groeneveld), Julian von Haacke 45' ( Ali Messaoud); Kévin Mayi 45' ( Jordan Larsson), Jay-Roy Grot, Mohamed Rayhi. Reservebank: Joshua Smits, Marco van Duin, Michael Heinloth, Robin Buwalda, Janio Bikel, Taiwo Awoniyi.                      |
| Bijzonderheden:                                                                      | |               | | |
|                                                                                      | |               | | |
| Speelronde 22 10 februari 2017, 20:00 uur                                            | PEC Zwolle | 2 – 0 (0 – 0) | N.E.C. | : Gregor Breinburg |
| IJsseldeltastadion, Zwolle Toeschouwers: 13.200 Scheidsrechter: Jeroen Manschot      | Nicolai Brock-Madsen 57' Queensy Menig 72'                                                                         |               | '87 Michael Heinloth                                                                                        | Basisopstelling NEC: Joris Delle; Mikael Dyrestam 65' ( Michael Heinloth), Dario Đumić, Wojciech Golla, André Fomitschow; Gregor Breinburg, Ali Messaoud, Janio Bikel 72' ( Ferdi Kadıoğlu); Jordan Larsson, Jay-Roy Grot 42' ( Taiwo Awoniyi), Mohamed Rayhi. Reservebank: Joshua Smits, Marco van Duin, Lorenzo Burnet, Robin Buwalda, Stefan Mauk, Julian von Haacke, Arnaut Groeneveld.     |
| Bijzonderheden:                                                                      | |               | | |
|                                                                                      | |               | | |
| Speelronde 23 18 februari 2017, 19:45 uur                                            | PSV | 3 – 1 (1 – 1) | N.E.C. | : Gregor Breinburg |
| Philipsstadion, Eindhoven Toeschouwers: 33.500 Scheidsrechter: Jochem Kamphuis       | Marco van Ginkel (pen) 20' Marco van Ginkel 20' Bart Ramselaar 55' Luuk de Jong 90+3'                              |               | '20 Janio Bikel '30 Ali Messaoud                                                                            | Basisopstelling NEC: Joris Delle; Michael Heinloth, Robin Buwalda, Dario Đumić, Wojciech Golla, André Fomitschow; Janio Bikel 81' ( Reagy Ofosu), Ali Messaoud 60' ( Ferdi Kadıoğlu), Gregor Breinburg; Jordan Larsson 66' ( Kévin Mayi), Mohamed Rayhi. Reservebank: Joshua Smits, Marco van Duin, Lorenzo Burnet, Stefan Mauk, Julian von Haacke, Taiwo Awoniyi.                              |
| Bijzonderheden:                                                                      | |               | | |
|                                                                                      | |               | | |
| Speelronde 24 26 februari 2017, 14:30 uur                                            | N.E.C. | 0 – 1 (0 – 1) | Sparta Rotterdam                                                                                            | : Gregor Breinburg |
| Goffertstadion, Nijmegen Toeschouwers: 11.207 Scheidsrechter: Martin van den Kerkhof | Gregor Breinburg 16' Wojciech Golla 68'                                                                            |               | '33 Paco van Moorsel '41 Ryan Sanusi '59 Paco van Moorsel '75 Denzel Dumfries '81 Roy Kortsmit              | Basisopstelling NEC: Joris Delle; Michael Heinloth, Robin Buwalda 45' ( Ali Messaoud), Dario Đumić, Wojciech Golla, André Fomitschow; Julian von Haacke 75' ( Reagy Ofosu), Ferdi Kadıoğlu , Gregor Breinburg; Kévin Mayi 45' ( Taiwo Awoniyi), Mohamed Rayhi. Reservebank: Joshua Smits, Marco van Duin, Lorenzo Burnet, Jeffrey Leiwakabessy, Stefan Mauk, Arnaut Groeneveld, Jordan Larsson. |
| Bijzonderheden:                                                                      | |               | | |
|                                                                                      | |               | | |
| Speelronde 25 5 maart 2017, 16:45 uur                                                | N.E.C. | 3 – 1 (2 – 1) | Heracles Almelo                                                                                             | : Gregor Breinburg |
| Goffertstadion, Nijmegen Toeschouwers: 11.700 Scheidsrechter: Pol van Boekel         | André Fomitschow 14' Julian von Haacke 27' Michael Heinloth 33' Justin Hoogma 69'                                  |               | '14 Samuel Armenteros '38 Robin Gosens '44 Brandley Kuwas                                                   | Basisopstelling NEC: Joris Delle; Michael Heinloth, Robin Buwalda, Dario Đumić, Wojciech Golla, André Fomitschow 25' ( Lorenzo Burnet); Julian von Haacke 86' ( Janio Bikel), Ali Messaoud, Gregor Breinburg; Arnaut Groeneveld 66' ( Ferdi Kadıoğlu), Mohamed Rayhi. Reservebank: Joshua Smits, Marco van Duin, Mikael Dyrestam, Frank Sturing, Jordan Larsson, Kévin Mayi.                    |
| Bijzonderheden:                                                                      | |               | | |
|                                                                                      | |               | | |

#### Speelronde 26 t/m 34 (maart, april, mei)
|                                                                                   | |               | | |
| Speelronde 26 11 maart 2017, 18:30 uur                                            | ADO Den Haag | 1 – 0 (0 – 0) | N.E.C. | : Gregor Breinburg |
| Kyocera Stadion, Den Haag Toeschouwers: 10.256 Scheidsrechter: Bas Nijhuis        | Danny Bakker 25' Dion Malone 59' Tyronne Ebuehi 64' Mike Havenaar 72' Robert Zwinkels 89'                           |               | '43 Gregor Breinburg '79 Ferdi Kadıoğlu '93 Mohamed Rayhi                                                       | Basisopstelling NEC: Joris Delle; Michael Heinloth, Robin Buwalda 75' ( Ferdi Kadıoğlu), Dario Đumić, Wojciech Golla, Lorenzo Burnet; Julian von Haacke 85' ( Kévin Mayi), Ali Messaoud, Gregor Breinburg; Jay-Roy Grot 67' ( Arnaut Groeneveld), Mohamed Rayhi. Reservebank: Joshua Smits, Marco van Duin, Frank Sturing, Janio Bikel, Jordan Larsson.                                                                        |
| Bijzonderheden:                                                                   | |               | | |
|                                                                                   | |               | | |
| Speelronde 27 18 maart 2017, 19:45 uur                                            | N.E.C. | 0 – 3 (0 – 2) | FC Utrecht | : Gregor Breinburg |
| Goffertstadion, Nijmegen Toeschouwers: 11.680 Scheidsrechter: Siemen Mulder       | Julian von Haacke 72'                                                                                               |               | '28 Zakaria Labyad '35 Zakaria Labyad '37 Yassin Ayoub '63 Sébastien Haller                                     | Basisopstelling NEC: Joris Delle; Michael Heinloth, Robin Buwalda 7' ( Arnaut Groeneveld), Dario Đumić, Wojciech Golla, Lorenzo Burnet; Julian von Haacke 81' ( Janio Bikel), Ali Messaoud 67' ( Ferdi Kadıoğlu), Gregor Breinburg; Jay-Roy Grot , Mohamed Rayhi. Reservebank: Joshua Smits, Marco van Duin, Frank Sturing, André Fomitschow, Janio Bikel, Taiwo Awoniyi, Kévin Mayi.                                          |
| Bijzonderheden:                                                                   | |               | | |
|                                                                                   | |               | | |
| Speelronde 28 2 april 2017, 12:30 uur                                             | Vitesse | 2 – 1 (0 – 0) | N.E.C. | : Gregor Breinburg |
| GelreDome, Arnhem Toeschouwers: 16.654 Scheidsrechter: Serdar Gözübüyük           | Ricky van Wolfswinkel 51' Kevin Diks 69' Arnold Kruiswijk 83' Ricky van Wolfswinkel (pen) 84' Alexander Büttner 90' |               | '28 Gregor Breinburg '66 Ferdi Kadıoğlu '77 Wojciech Golla                                                      | Basisopstelling NEC: Joris Delle; Michael Heinloth, Frank Sturing 53' ( Mohamed Rayhi), Dario Đumić, Wojciech Golla, Lorenzo Burnet; Julian von Haacke 79' ( Ali Messaoud), Janio Bikel, Gregor Breinburg 59' ( Ferdi Kadıoğlu); Jay-Roy Grot, Arnaut Groeneveld. Reservebank: Joshua Smits, Marco van Duin, Jeffrey Leiwakabessy, André Fomitschow, Jordan Larsson, Taiwo Awoniyi, Reagy Ofosu.                               |
| Bijzonderheden:                                                                   | |               | | |
|                                                                                   | |               | | |
| Speelronde 29 5 april 2017, 19:45 uur                                             | FC Groningen | 2 – 0 (1 – 0) | N.E.C. | : Gregor Breinburg |
| Noordlease Stadion, Groningen Toeschouwers: 18.069 Scheidsrechter: Pol van Boekel | Mimoun Mahi 30' Juninho Bacuna 67'                                                                                  |               | '70 Janio Bikel                                                                                                 | Basisopstelling NEC: Joris Delle; Janio Bikel 79' ( Jordan Larsson), Frank Sturing, Dario Đumić, Lorenzo Burnet; Julian von Haacke 72' ( Reagy Ofosu), Ferdi Kadıoğlu, Gregor Breinburg; Mohamed Rayhi, Taiwo Awoniyi, André Fomitschow 58' ( Jay-Roy Grot) Reservebank: Joshua Smits, Marco van Duin, Michael Heinloth, Jeffrey Leiwakabessy, Özgür Aktas, Ali Messaoud, Arnaut Groeneveld.                                   |
| Bijzonderheden:                                                                   | |               | | |
|                                                                                   | |               | | |
| Speelronde 30 8 april 2017, 19:45 uur                                             | N.E.C. | 1 – 5 (0 – 3) | Ajax | : Gregor Breinburg |
| Goffertstadion, Nijmegen Toeschouwers: 12.500 Scheidsrechter: Bas Nijhuis         | Ferdi Kadıoğlu 54'                                                                                                  |               | '4 Wojciech Golla '8 David Neres '32 Bertrand Traoré '60 Bertrand Traoré '72 Donny van de Beek '78 Hakim Ziyech | Basisopstelling NEC: Joris Delle; Michael Heinloth, Dario Đumić, Wojciech Golla, Frank Sturing 46' ( Ferdi Kadıoğlu), Lorenzo Burnet; Janio Bikel, Mohamed Rayhi, Gregor Breinburg 70' ( Julian von Haacke); Taiwo Awoniyi, Jay-Roy Grot 83' ( André Fomitschow). Reservebank: Joshua Smits, Marco van Duin, Stefan Mauk, Jordan Larsson, Kévin Mayi, Arnaut Groeneveld.                                                       |
| Bijzonderheden:                                                                   | |               | | |
|                                                                                   | |               | | |
| Speelronde 31 15 april 2017, 20:45 uur                                            | FC Twente | 3 – 0 (1 – 0) | N.E.C. | : Gregor Breinburg |
| De Grolsch Veste, Enschede Toeschouwers: 25.100 Scheidsrechter: Kevin Blom        | Enes Ünal 12' Fredrik Jensen 58' Enes Ünal 92'                                                                      |               | '51 Gregor Breinburg '87 Janio Bikel                                                                            | Basisopstelling NEC: Joris Delle; Michael Heinloth 58' ( Lorenzo Burnet), Dario Đumić, Wojciech Golla, André Fomitschow; Janio Bikel, Ferdi Kadıoğlu 75' ( Arnaut Groeneveld), Gregor Breinburg 61' ( Julian von Haacke); Jay-Roy Grot, Taiwo Awoniyi, Mohamed Rayhi. Reservebank: Joshua Smits, Marco van Duin, Frank Sturing, Robin Buwalda, Jeffrey Leiwakabessy, Stefan Mauk, Ali Messaoud, Kévin Mayi, Jordan Larsson.    |
| Bijzonderheden:                                                                   | |               | | |
|                                                                                   | |               | | |
| Speelronde 32 22 april 2017, 18:30 uur                                            | N.E.C. | 0 – 1 (0 – 0) | Excelsior | : Dario Đumić |
| Goffertstadion, Nijmegen Toeschouwers: 12.300 Scheidsrechter: Björn Kuipers       | Janio Bikel 6' Wojciech Golla 68' Julian von Haacke 87'                                                             |               | '21 Jordy de Wijs '58 Mike van Duinen                                                                           | Basisopstelling NEC: Joris Delle; Michael Heinloth, Robin Buwalda 76' ( Jordan Larsson), Dario Đumić, Wojciech Golla, André Fomitschow; Janio Bikel, Ali Messaoud, Julian von Haacke; Arnaut Groeneveld 59' ( Ferdi Kadıoğlu), Jay-Roy Grot 59' ( Kévin Mayi). Reservebank: Joshua Smits, Marco van Duin, Mikael Dyrestam, Lorenzo Burnet, Frank Sturing, Jeffrey Leiwakabessy, Stefan Mauk, Reagy Ofosu, Taiwo Awoniyi.       |
| Bijzonderheden:                                                                   | |               | | |
|                                                                                   | |               | | |
| Speelronde 33 7 mei 2017, 14:30 uur                                               | N.E.C. | 2 – 1 (1 – 1) | AZ | : Gregor Breinburg |
| Goffertstadion, Nijmegen Toeschouwers: 11.500 Scheidsrechter: Jochem Kamphuis     | Julian von Haacke 30' Arnaut Groeneveld 63' Taiwo Awoniyi 88' Taiwo Awoniyi 89'                                     |               | '43 Alireza Jahanbakhsh '50 Stijn Wuytens '60 Ridgeciano Haps '82 Alireza Jahanbakhsh                           | Basisopstelling NEC: Joris Delle; Michael Heinloth, Dario Đumić, Wojciech Golla 83' ( Taiwo Awoniyi), Lorenzo Burnet; Gregor Breinburg, Ali Messaoud, Julian von Haacke 86' ( Stefan Mauk); Arnaut Groeneveld, Jay-Roy Grot 59' ( Kévin Mayi). Reservebank: Joshua Smits, Mikael Dyrestam, André Fomitschow, Jeffrey Leiwakabessy, Robin Buwalda, Janio Bikel, Jordan Larsson.                                                 |
| Bijzonderheden:                                                                   | |               | | |
|                                                                                   | |               | | |
| Speelronde 34 14 mei 2017, 14:30 uur                                              | SC Heerenveen | 0 – 2 (0 – 1) | N.E.C. | : Gregor Breinburg |
| Abe Lenstra Stadion, Heerenveen Toeschouwers: Scheidsrechter: Ed Janssen          | Doke Schmidt 41' |               | '23 Arnaut Groeneveld '28 Julian von Haacke '64 Taiwo Awoniyi '80 Ali Messaoud                                  | Basisopstelling NEC: Joris Delle; Michael Heinloth, Dario Đumić, Wojciech Golla , Lorenzo Burnet; Gregor Breinburg, Ali Messaoud 87' ( Ferdi Kadıoğlu), Julian von Haacke 80' ( Janio Bikel); Arnaut Groeneveld, Jay-Roy Grot, Kévin Mayi 55' ( Taiwo Awoniyi). Reservebank: Joshua Smits, Marco van Duin, Mikael Dyrestam, André Fomitschow, Frank Sturing, Jeffrey Leiwakabessy, Stefan Mauk, Jordan Larsson, Mohamed Rayhi. |
| Bijzonderheden:                                                                   | |               | | |
|                                                                                   | |               | | |

## Nacompetitie

### Wedstrijdverslagen
| | |               | | |
| Ronde 2 18 mei 2017, 20:45 uur                                                                                                   | FC Emmen                                                                                            | 1 – 3 (1 – 0) | N.E.C. | : Gregor Breinburg |
| De JENS Vesting, Emmen Toeschouwers: Scheidsrechter: Allard Lindhout                                                             | Alexander Bannink 5' Oguzhan Türk 40'                                                               |               | '54 Gregor Breinburg '66 Wojciech Golla '68 Jay-Roy Grot '89 Taiwo Awoniyi                                                                           | Basisopstelling NEC: Joris Delle; Michael Heinloth, Dario Đumić, Wojciech Golla , Lorenzo Burnet; Gregor Breinburg, Ali Messaoud, Julian von Haacke; Arnaut Groeneveld 87' ( Mohamed Rayhi), Jay-Roy Grot, Kévin Mayi 60' ( Taiwo Awoniyi). Reservebank Joshua Smits, Marco van Duin, Mikael Dyrestam, André Fomitschow, Frank Sturing, Jeffrey Leiwakabessy, Janio Bikel, Stefan Mauk, Ferdi Kadıoğlu, Jordan Larsson        |
| Bijzonderheden: | |               | | |
| | |               | | |
| Ronde 2 21 mei 2017, 16:45 uur                                                                                                   | N.E.C.                                                                                              | 1 – 0 (1 – 0) | FC Emmen | : Gregor Breinburg |
| Goffertstadion, Nijmegen Toeschouwers: 9.500 Scheidsrechter: Bas Nijhuis                                                         | Kévin Mayi '26 Arnaut Groeneveld '28 Julian von Haacke '38                                          |               | | Basisopstelling NEC: Joris Delle; Michael Heinloth, Dario Đumić, Wojciech Golla , Lorenzo Burnet; Gregor Breinburg, Ali Messaoud 61' ( Ferdi Kadıoğlu), Julian von Haacke 71' ( Stefan Mauk); Arnaut Groeneveld, Jay-Roy Grot 75' ( Jordan Larsson), Kévin Mayi. Reservebank Joshua Smits, Marco van Duin, Mikael Dyrestam, André Fomitschow, Frank Sturing, Jeffrey Leiwakabessy, Janio Bikel, Taiwo Awoniyi, Mohamed Rayhi. |
| Bijzonderheden: | |               | | |
| | |               | | |
| Ronde 3 25 mei 2017, 18:30 uur                                                                                                   | NAC Breda                                                                                           | 1 – 0 (0 – 0) | N.E.C. | : Gregor Breinburg |
| Rat Verlegh Stadion, Breda Toeschouwers: 19.000 Scheidsrechter: Dennis Higler                                                    | Cyriel Dessers '84                                                                                  |               | '62 Taiwo Awoniyi '90 Julian von Haacke | Basisopstelling NEC: Joris Delle; Michael Heinloth, Dario Đumić, Wojciech Golla , Lorenzo Burnet 83' ( André Fomitschow); Gregor Breinburg, Ali Messaoud, Julian von Haacke; Arnaut Groeneveld, Jay-Roy Grot 85' ( Ferdi Kadıoğlu), Kévin Mayi 60' ( Taiwo Awoniyi). Reservebank Joshua Smits, Marco van Duin, Mikael Dyrestam, Frank Sturing, Jeffrey Leiwakabessy, Janio Bikel, Stefan Mauk, Jordan Larsson, Mohamed Rayhi. |
| Bijzonderheden: Een rode kaart van Wojciech Golla in de 44'ste minuut werd door videoscheidsrechter Ed Janssen ongedaan gemaakt. | |               | | |
| | |               | | |
| Ronde 3 28 mei 2017, 16:45 uur                                                                                                   | N.E.C.                                                                                              | 1 – 4 (1 – 1) | NAC Breda | : Gregor Breinburg |
| Goffertstadion, Nijmegen Toeschouwers: 12.500 Scheidsrechter: Kevin Blom                                                         | Lorenzo Burnet '6 Gregor Breinburg (pen.) '32 Mohamed Rayhi '56 Ferdi Kadıoğlu '70 Ali Messaoud '76 |               | 7' Cyriel Dessers 28' James Horsfield 31' Bart Meijers 51' Shane O'Neill 52' Cyriel Dessers 55' Giovanni Korte 71' Giovanni Korte 73' Cyriel Dessers | Basisopstelling NEC: Joris Delle; Michael Heinloth, Dario Đumić, Wojciech Golla , Lorenzo Burnet; Gregor Breinburg, Ali Messaoud, Janio Bikel 26' ( Ferdi Kadıoğlu); Arnaut Groeneveld 46' ( Mohamed Rayhi), Jay-Roy Grot 72' ( Kévin Mayi), Taiwo Awoniyi. Reservebank Joshua Smits, Marco van Duin, Mikael Dyrestam, Frank Sturing, Jeffrey Leiwakabessy, Stefan Mauk, Jordan Larsson, Reagy Ofosu, André Fomitschow.       |
| Bijzonderheden: N.E.C. degradeert naar Eerste divisie 2017/18                                                                    | |               | | |

## KNVB Beker

### Wedstrijdverslagen
|                                                                            | |                          | | |
| Ronde 2 21 september 2016, 20:00 uur                                       | N.E.C. | 1 – 1 (3-5 n.s.) (0 – 0) | ADO Den Haag | : Gregor Breinburg |
| Goffertstadion, Nijmegen Toeschouwers: 3.000 Scheidsrechter: Siemen Mulder | Dario Đumić 90' Julian von Haacke 97' Gregor Breinburg 105' Dario Đumić 1-1 Wojciech Golla 2-2 André Fomitschow 2-3 Julian von Haacke 3-4 |                          | '84 Tom Beugelsdijk '93 Ruben Schaken '114 Gervane Kastaneer 0-1 Tom Beugelsdijk 1-2 Aschraf El Mahdioui 2-3 Danny Bakker 2-4 Sheraldo Becker 3-5 Ruben Schaken | Basisopstelling NEC: Joris Delle; Mikael Dyrestam, Dario Đumić, Wojciech Golla, André Fomitschow; Ferdi Kadıoğlu 58' ( Janio Bikel), Julian von Haacke, Gregor Breinburg; Reagy Ofosu, Kévin Mayi, Quincy Owusu-Abeyie 77' ( Taiwo Awoniyi). Reservebank Joshua Smits, Michael Heinloth, Robin Buwalda, Fabian Gmeiner, Stefan Mauk, Sam Lundholm, Jay-Roy Grot. |
| Bijzonderheden:                                                            | |                          | | |

## Clubstatistieken

### Stand, punten en doelpunten per speelronde
| Speelronde              | 1             | 2             | 3             | 4             | 5             | 6             | 7             | 8             | 9             | 10            | 11            | 12            | 13            | 14            | 15            | 16            | 17            | 18            | 19            | 20            | 21            | 22            | 23            | 24            | 25            | 26            | 27            | 28            | 29            | 30            | 31            | 32            | 33  | 34  |
| ----------------------- | ------------- | ------------- | ------------- | ------------- | ------------- | ------------- | ------------- | ------------- | ------------- | ------------- | ------------- | ------------- | ------------- | ------------- | ------------- | ------------- | ------------- | ------------- | ------------- | ------------- | ------------- | ------------- | ------------- | ------------- | ------------- | ------------- | ------------- | ------------- | ------------- | ------------- | ------------- | ------------- | --- | --- |
| Trainer                 | Peter Hyballa | Peter Hyballa | Peter Hyballa | Peter Hyballa | Peter Hyballa | Peter Hyballa | Peter Hyballa | Peter Hyballa | Peter Hyballa | Peter Hyballa | Peter Hyballa | Peter Hyballa | Peter Hyballa | Peter Hyballa | Peter Hyballa | Peter Hyballa | Peter Hyballa | Peter Hyballa | Peter Hyballa | Peter Hyballa | Peter Hyballa | Peter Hyballa | Peter Hyballa | Peter Hyballa | Peter Hyballa | Peter Hyballa | Peter Hyballa | Peter Hyballa | Peter Hyballa | Peter Hyballa | Peter Hyballa | Peter Hyballa |     |     |
| Punten per speelronde   | 1             | 1             | 3             | 0             | 0             | 0             | 1             | 3             | 0             | 1             | 1             | 1             | 0             | 3             | 0             | 3             | 1             | 3             | 3             | 0             | 0             | 0             | 0             | 0             | 3             | 0             | 0             | 0             | 0             | 0             | 0             | 0             | 3   | 3   |
| Punten na speelronde    | 1             | 2             | 5             | 5             | 5             | 5             | 6             | 9             | 9             | 10            | 11            | 12            | 12            | 15            | 15            | 18            | 19            | 22            | 25            | 25            | 25            | 25            | 25            | 25            | 28            | 28            | 28            | 28            | 28            | 28            | 28            | 28            | 31  | 34  |
| Stand na speelronde     | 10e           | 10e           | 7e            | 12e           | 12e           | 14e           | 15e           | 11e           | 12e           | 12e           | 12e           | 13e           | 15e           | 12e           | 14e           | 11e           | 12e           | 10e           | 9e            | 10e           | 10e           | 12e           | 12e           | 12e           | 12e           | 12e           | 14e           | 14e           | 14e           | 16e           | 17e           | 17e           | 17e | 16e |
| Goals per speelronde    | 1             | 2             | 2             | 0             | 0             | 0             | 0             | 1             | 1             | 1             | 1             | 1             | 0             | 3             | 0             | 3             | 2             | 1             | 2             | 0             | 1             | 0             | 1             | 0             | 3             | 0             | 0             | 1             | 0             | 1             | 0             | 0             | 2   | 2   |
| Goals na speelronde     | 1             | 3             | 5             | 5             | 5             | 5             | 5             | 6             | 7             | 8             | 9             | 10            | 10            | 13            | 13            | 16            | 18            | 19            | 21            | 21            | 22            | 22            | 23            | 23            | 26            | 26            | 26            | 27            | 27            | 28            | 28            | 28            | 30  | 32  |
| Doelsaldo na speelronde | +0            | +0            | +1            | −1            | −5            | −7            | −7            | −6            | −7            | −7            | −7            | −7            | −12           | −11           | −13           | −10           | −10           | −9            | −7            | −11           | −12           | −14           | −16           | −17           | −15           | −16           | −19           | −20           | −22           | −26           | −29           | −30           | −29 | −27 |

### Thuis/uit-verhouding
|               | ADO | AJA | AZ  | EXC | FEY | GAE | GRO | HEE | HER | PEC | PSV | RJC | SPA | TWE | UTR | VIT | WIL | Gem.      | Totaal |
| ------------- | --- | --- | --- | --- | --- | --- | --- | --- | --- | --- | --- | --- | --- | --- | --- | --- | --- | --------- | ------ |
| Uitslag thuis | 3–0 | 1-5 | 2-1 | 0-1 | 1-2 | 1-2 | 1-1 | 2–1 | 3–0 | 1-1 | 0-4 | 2–0 | 0-1 | 3–2 | 0-3 | 1-1 | 0-0 | 1,24-1,53 | 21-26  |
| Uitslag uit   | 1-0 | 5-0 | 2-0 | 2-2 | 4-0 | 2-2 | 2-0 | 0-1 | 2-0 | 2-0 | 3-1 | 0-1 | 2-0 | 3-0 | 1-1 | 2-1 | 0-1 | 1,94-0,65 | 33-11  |
| Punten thuis  | 3   | 0   | 3   | 0   | 0   | 0   | 1   | 3   | 3   | 1   | 0   | 3   | 0   | 3   | 0   | 1   | 1   | 1,29      | 22     |
| Punten uit    | 0   | 0   | 0   | 1   | 0   | 1   | 0   | 3   | 0   | 0   | 0   | 3   | 0   | 0   | 1   | 0   | 3   | 0,71      | 12     |
| Punten totaal | 3   | 0   | 3   | 1   | 0   | 1   | 1   | 6   | 3   | 1   | 0   | 6   | 0   | 3   | 1   | 1   | 4   | 1,00      | 34     |

Bijgewerkt op 14 mei 2017.

### Toeschouwers
| Ronde | Tegenstander     | Toeschouwers | Totaal Toeschouwers | Gemiddeld |
| ----- | ---------------- | ------------ | ------------------- | --------- |
| 01    | PEC Zwolle       | 10.900       | 10.900              | 10.900    |
| 03    | SC Heerenveen    | 9.500        | 20.400              | 10.200    |
| 05    | PSV              | 11.600       | 32.000              | 10.667    |
| 07    | Willem II        | 10.800       | 42.800              | 10.700    |
| 09    | Feyenoord        | 11.610       | 54.410              | 10.882    |
| 10    | Vitesse          | 12.100       | 66.510              | 11.085    |
| 12    | FC Groningen     | 10.750       | 77.260              | 11.037    |
| 14    | FC Twente        | 11.092       | 88.352              | 11.044    |
| 16    | ADO Den Haag     | 11.200       | 99.552              | 11.061    |
| 19    | Roda JC Kerkrade | 11.533       | 111.085             | 11.109    |
| 21    | Go Ahead Eagles  | 11.600       | 122.685             | 11.153    |
| 24    | Sparta Rotterdam | 11.207       | 133.892             | 11.158    |
| 25    | Heracles Almelo  | 11.700       | 145.592             | 11.199    |
| 27    | FC Utrecht       | 11.680       | 157.272             | 11.234    |
| 30    | Ajax             | 12.500       | 169.772             | 11.318    |
| 32    | Excelsior        | 12.300       | 182.072             | 11.380    |
| 33    | AZ               | 11.500       | 193.572             | 11.387    |
| PO    | FC Emmen         | 9.500        | 203.072             | 11.282    |
| PO    | NAC Breda        | 12.500       | 215.572             | 11.346    |

## Spelersstatistieken

### Wedstrijden
| Speler               | Eredivisie | KNVB Beker | Play-offs | Totaal | Speelminuten |
| -------------------- | ---------- | ---------- | --------- | ------ | ------------ |
| Joris Delle          | 34         | 1          | 4         | 39     | 3540         |
| Dario Đumić          | 34         | 1          | 4         | 39     | 3540         |
| Gregor Breinburg     | 33         | 1          | 4         | 38     | 3399         |
| Wojciech Golla       | 33         | 1          | 4         | 38     | 3387         |
| Julian von Haacke    | 30         | 1          | 3         | 34     | 2432         |
| Janio Bikel          | 30         | 1          | 1         | 32     | 2272         |
| Kévin Mayi           | 26         | 1          | 4         | 31     | 2094         |
| Ferdi Kadıoğlu       | 27         | 0          | 3         | 30     | 1385         |
| Mohamed Rayhi        | 26         | 0          | 2         | 28     | 2008         |
| André Fomitschow     | 25         | 1          | 1         | 27     | 2082         |
| Michael Heinloth     | 21         | 0          | 4         | 25     | 1916         |
| Jay-Ray Grot         | 20         | 0          | 4         | 24     | 1676         |
| Taiwo Awoniyi        | 18         | 1          | 3         | 22     | 1169         |
| Mikael Dyrestam      | 17         | 1          | 0         | 18     | 1511         |
| Robin Buwalda        | 18         | 0          | 0         | 18     | 954          |
| Ali Messaoud         | 13         | 0          | 4         | 17     | 1092         |
| Reagy Ofosu          | 15         | 1          | 0         | 16     | 1031         |
| Arnaut Groeneveld    | 12         | 0          | 4         | 16     | 891          |
| Lorenzo Burnet       | 9          | 0          | 4         | 13     | 1079         |
| Quincy Owusu-Abeyie* | 12         | 1          | 0         | 13     | 606          |
| Jordan Larsson       | 8          | 0          | 1         | 9      | 422          |
| Sam Lundholm*        | 4          | 0          | 0         | 4      | 67           |
| Frank Sturing        | 3          | 0          | 0         | 3      | 188          |
| Stefan Mauk          | 2          | 0          | 1         | 3      | 68           |
| Fabian Gmeiner       | 1          | 0          | 0         | 1      | 2            |
| Jeffrey Leiwakabessy | 1          | 0          | 0         | 1      | 1            |
| Joshua Smits         | 0          | 0          | 0         | 0      | 0            |
| Marco van Duin       | 0          | 0          | 0         | 0      | 0            |
| Totaal               | 34         | 1          | 4         | 38     | 3540         |

* is inmiddels vertrokken

### Clubtopscorers 2016/17
| #   | Naam                | Doelpunten | Doelpunten | Doelpunten | Doelpunten | Assists    | Assists    | Assists   | Assists |
| #   | Naam                | Eredivisie | KNVB Beker | Play-offs  | Totaal     | Eredivisie | KNVB Beker | Play-offs | Totaal  |
| --- | ------------------- | ---------- | ---------- | ---------- | ---------- | ---------- | ---------- | --------- | ------- |
| 1.  | Jay-Roy Grot        | 5          | 0          | 1          | 6          | 0          | 0          | 0         | 0       |
| 2.  | Kévin Mayi          | 4          | 0          | 1          | 5          | 3          | 0          | 0         | 3       |
| 3.  | Gregor Breinburg    | 2          | 1          | 2          | 5          | 0          | 0          | 1         | 1       |
| 4.  | Dario Đumić         | 4          | 0          | 0          | 4          | 4          | 0          | 0         | 4       |
| 5.  | Ferdi Kadıoğlu      | 4          | 0          | 0          | 4          | 3          | 0          | 0         | 3       |
| 6.  | Taiwo Awoniyi       | 2          | 0          | 1          | 3          | 0          | 0          | 0         | 0       |
| 7.  | Mohamed Rayhi       | 2          | 0          | 0          | 2          | 3          | 0          | 0         | 3       |
| 8.  | Julian von Haacke   | 2          | 0          | 0          | 2          | 1          | 0          | 1         | 2       |
| 9.  | Reagy Ofosu         | 2          | 0          | 0          | 2          | 0          | 0          | 0         | 0       |
| 10. | Michael Heinloth    | 1          | 0          | 0          | 1          | 1          | 0          | 1         | 2       |
| 11. | Ali Messaoud        | 1          | 0          | 0          | 1          | 1          | 0          | 0         | 1       |
| 12. | Quincy Owusu-Abeyie | 0          | 0          | 0          | 0          | 4          | 0          | 0         | 4       |
| 13. | André Fomitschow    | 0          | 0          | 0          | 0          | 3          | 0          | 0         | 3       |
| 14. | Wojciech Golla      | 0          | 0          | 0          | 0          | 2          | 0          | 0         | 2       |
| 15. | Lorenzo Burnet      | 0          | 0          | 0          | 0          | 1          | 0          | 1         | 2       |

* is inmiddels vertrokken

### Overzicht kaarten en schorsingen
| Speler              | Wed | Ere | VS | KNVB | NC | Totaal aantal gele kaart(en) | Twee gele kaarten in 1 wedstrijd aan dezelfde speler | Rode kaart |
| ------------------- | --- | --- | -- | ---- | -- | ---------------------------- | ---------------------------------------------------- | ---------- |
| Julian von Haacke   | 34  | 5   |    | 1    | 2  | 8                            | 1                                                    |            |
| Janio Bikel         | 32  | 8   |    |      |    | 8                            |                                                      |            |
| Wojciech Golla      | 38  | 6   |    |      | 1  | 7                            |                                                      |            |
| Gregor Breinburg    | 38  | 5   |    |      |    | 5                            |                                                      |            |
| André Fomitschow    | 27  | 5   |    |      |    | 5                            |                                                      |            |
| Dario Đumić         | 39  | 4   |    | 1    |    | 5                            |                                                      |            |
| Kévin Mayi          | 31  | 4   |    |      |    | 4                            |                                                      |            |
| Mohamed Rayhi       | 28  | 3   |    |      |    | 3                            |                                                      | 1          |
| Taiwo Awoniyi       | 22  | 2   |    |      | 1  | 3                            |                                                      |            |
| Reagy Ofosu         | 16  | 2   |    |      |    | 2                            |                                                      |            |
| Arnaut Groeneveld   | 16  | 1   |    |      | 1  | 2                            |                                                      |            |
| Ali Messaoud        | 17  | 1   |    |      | 1  | 2                            |                                                      |            |
| Mikael Dyrestam     | 18  | 2   |    |      |    | 2                            |                                                      |            |
| Jay-Roy Grot        | 24  | 1   | 1  |      |    | 2                            |                                                      |            |
| Michael Heinloth    | 25  | 2   |    |      |    | 2                            |                                                      |            |
| Ferdi Kadıoğlu      | 30  | 1   |    |      | 1  | 2                            |                                                      |            |
| Quincy Owusu-Abeyie | 13  | 1   |    |      |    | 1                            |                                                      |            |
| Lorenzo Burnet      | 13  |     |    |      | 1  | 1                            |                                                      |            |
| Robin Buwalda       | 18  | 1   |    |      | 0  | 1                            |                                                      |            |
| Totaal              | 39  | 44  | 1  | 2    | 8  | 55                           | 1                                                    | 1          |

#### Oefenwedstrijden
- is al vertrokken

| Nr.               | Naam                 | Goal |
| ----------------- | -------------------- | ---- |
| 1.                | Mihai Roman*         | 5    |
| 2.                | Quincy Owusu-Abeyie* | 3    |
| 3.                | Dario Đumić          | 2    |
| 3.                | Christian Gandu*     | 2    |
| 3.                | Taiwo Awoniyi        | 2    |
| 6.                |                      |      |
| Kévin Mayi        | 1                    |      |
| Mohamed Rayhi     | 1                    |      |
| Gregor Breinburg  | 1                    |      |
| Julian von Haacke | 1                    |      |
| Sam Lundholm*     | 1                    |      |
| André Fomitschow  | 1                    |      |
| Stefan Mauk       | 1                    |      |
| Ferdi Kadıoğlu    | 1                    |      |
| Jay-Roy Grot      | 1                    |      |
| Arnaut Groeneveld | 1                    |      |
| Bart Buysse*      | 1                    |      |
| Totaal            | Totaal               | 25   |

## Jong N.E.C.
Het beloftenteam is in het seizoen 2016/17 een zelfstandige trainingsgroep en speelt ook zonder FC Oss waarmee nog wel in de jeugdopleiding wordt samengewerkt. Vanaf het 2010/11 was het beloftenteam geen aparte trainingsgroep en vanaf het seizoen 2011/12 werd gezamenlijk gespeeld als Jong N.E.C./FC Oss. Ron de Groot is de hoofdtrainer van het beloftenteam. Hij wordt geassisteerd door Patrick Pothuizen. team speelt niet in de zogenoemde 'voetbalpiramide' waarbij teams uit de Beloften Eredivisie na het seizoen 2015/16 kunnen instromen in een landelijke divisie tussen de Topklasse en Eerste divisie in. Jong N.E.C. speelt in de Reservecompetitie voor overige belofteteams waarbij geen promotie en degradatie mogelijk zijn. Het team speelt in poule B, het tweede niveau met 8 teams, waarin een volledige competitie gespeeld wordt aangevuld met een drietal extra vriendschappelijke wedstrijden.

### Selectie
| Keepers       | Keepers                | Keepers              | Keepers       | Keepers          | Keepers | Keepers | Keepers | Keepers | Keepers | Keepers | Keepers | Keepers | Keepers | Keepers | Keepers | Keepers | Keepers | Keepers |
| Nr.           | Nat.                   | Naam                 | Geboortedatum | Vorige club      |         |         |         |         |         |         |         |         |         |         |         |         |         |         |
| ------------- | ---------------------- | -------------------- | ------------- | ---------------- | ------- | ------- | ------- | ------- | ------- | ------- | ------- | ------- | ------- | ------- | ------- | ------- | ------- | ------- |
| 29            | Vlag van Nederland     | Maarten Paes         | 14-05-1998    | N.E.C./FC Oss A1 |         |         |         |         |         |         |         |         |         |         |         |         |         |         |
| Verdedigers   |                        |                      |               |                  |         |         |         |         |         |         |         |         |         |         |         |         |         |         |
| 30            | Vlag van Nederland     | Frank Sturing        | 29/05/1997    | N.E.C./FC Oss A1 |         |         |         |         |         |         |         |         |         |         |         |         |         |         |
| 31            | Vlag van Nederland     | Niek Hoogveld        | 24/03/1999    | N.E.C./FC Oss B1 |         |         |         |         |         |         |         |         |         |         |         |         |         |         |
| 33            | Vlag van Nederland     | Jesper Kaaks         | 04/11/1997    | DIO '30          |         |         |         |         |         |         |         |         |         |         |         |         |         |         |
| 38            | Vlag van Nederland     | Thijmen Goppel       | 16/02/1997    | N.E.C./FC Oss A1 |         |         |         |         |         |         |         |         |         |         |         |         |         |         |
| 41            | Vlag van Nederland     | Özgür Aktas          | 13/02/1997    | N.E.C./FC Oss A1 |         |         |         |         |         |         |         |         |         |         |         |         |         |         |
| 42            | Vlag van Nederland     | Mike Pröpper         | 11/09/1997    | De Graafschap    |         |         |         |         |         |         |         |         |         |         |         |         |         |         |
| 43            | Vlag van Nederland     | Patrick-Prosper Fini | 23/05/1996    | N.E.C./FC Oss A1 |         |         |         |         |         |         |         |         |         |         |         |         |         |         |
| Middenvelders |                        |                      |               |                  |         |         |         |         |         |         |         |         |         |         |         |         |         |         |
| 39            | Vlag van Nederland     | Jeroen Buitenhuis    | 22/06/1996    | PEC Zwolle       |         |         |         |         |         |         |         |         |         |         |         |         |         |         |
| 44            | Vlag van Nederland     | Vincent Tel          | 18/06/1998    | N.E.C./FC Oss A1 |         |         |         |         |         |         |         |         |         |         |         |         |         |         |
| 47            | Vlag van Nederland     | Arnaut Groeneveld    | 31/01/1997    | PSV              |         |         |         |         |         |         |         |         |         |         |         |         |         |         |
| 48            | Vlag van Nieuw-Zeeland | Michael den Heijer   | 14/04/1996    | Auckland City FC |         |         |         |         |         |         |         |         |         |         |         |         |         |         |
| Aanvallers    |                        |                      |               |                  |         |         |         |         |         |         |         |         |         |         |         |         |         |         |
| 32            | Vlag van Nederland     | Nassim Amaarouk      | 01/04/1996    | BVV Barendrecht  |         |         |         |         |         |         |         |         |         |         |         |         |         |         |
| 35            | Vlag van Nederland     | Milton Klooster      | 26/11/1996    | Feyenoord        |         |         |         |         |         |         |         |         |         |         |         |         |         |         |
| 45            | Vlag van Nederland     | Segun Owobowale      | 22/03/1997    | ADO Den Haag     |         |         |         |         |         |         |         |         |         |         |         |         |         |         |
| 46            | Vlag van Nederland     | Emilio Priëto        | 03/04/1997    | Vitesse          |         |         |         |         |         |         |         |         |         |         |         |         |         |         |

ADO Den Haag ·
Ajax ·
AZ ·
Excelsior ·
Feyenoord ·
Go Ahead Eagles ·
FC Groningen ·
sc Heerenveen ·
Heracles Almelo ·
N.E.C. ·
PEC Zwolle · 
PSV ·
Roda JC Kerkrade ·
Sparta Rotterdam ·
FC Twente ·
FC Utrecht ·
Vitesse ·
Willem II